# デジモンゴーストゲーム
『デジモンゴーストゲーム』（DIGIMON GHOST GAME）は、2021年10月3日から2023年3月26日まで、フジテレビほかで毎週日曜9時 - 9時30分に全68話が放送された、東映アニメーション制作のテレビアニメ。デジモンシリーズのテレビアニメの第9作目に当たる。

## 概要
本作品では、それまでのデジモンのテレビシリーズからストーリーとキャラクターを一新し、新シリーズ用に描き下ろされた3体のデジモン（ガンマモン、アンゴラモン、ジェリーモン）が初登場する、完全オリジナルストーリーのテレビシリーズとして放送される。
物語の舞台は「“ほんの少し未来の”世界」と設定され、父親が残してくれたデジヴァイスを作動させたことで、デジモンが見えるようになった主人公の天ノ河宙が、パートナーデジモンのガンマモンとの出会いによってデジモンが引き起こす様々な怪奇現象に巻き込まれていく様を描く。
キャッチコピーは「ヤツらは君のそばにいる」。

### 制作会社の社内ネットワークへの不正アクセスによる影響
放送期間中の2022年3月6日に、東映アニメーションの社内ネットワークへの第三者による不正アクセスがあったことが確認され、同月11日にはこれを受けて社内システムの一部を停止したことにより、本作品も含めた一部の作品について放映スケジュールに変更が生じることが発表された。これに伴い、3月20日放送分より新作エピソードの放送を一時中断、4月17日放送分にて再開されるまでの間「デジモンゴーストゲームセレクション」と題して、既放送分より一部のエピソードの再放送が実施された。

## 登場人物
本作品でのゲストキャラクターを含めた担当声優の大半は、アニメシリーズやゲーム作品など、過去のデジモンシリーズに出演した経験を持つ声優が起用されている他、過去にデジモン側の役を担当した声優が同じ役で出演することもある。

### 主要人物
天ノ河 宙（あまのかわ ひろ）
声 - 田村睦心
本作品の主人公。私立葉櫻学院中等部の1→2年生。13→14歳。
母親は外国で働いており（連絡のみで未登場）、父親・北斗は発明家で、入学式当日に行方不明となった。頼み事を断らないお人好しな性格で、悪さをしたデジモンでも事態の解決後は、今後も人間界で暮らせる様、支援することを惜しまない。ガンマモンに対しては兄として何かと世話を焼いており、おつかいを後からこっそり付けるなど、少々過保護な面も見られる。アシュラモンに顔を奪われた際の言動から、ガンマモンを本心から守るべき弟と思っている。そのため、ガンマモンを含めてデジモンはなるべく倒したくない傾向が強く、デジタマに戻すような「死」と直結する行為を避けている。父親の影響か手先が器用でピッキングや裁縫が得意。趣味はソロキャンプや釣りなどのアウトドア。苦手なものは歌で音痴。
第1話でクロックモンに襲われた直後、デジヴァイスによってガンマモンと出会い、残されていた北斗のメッセージから弟として紹介され、面倒を見ることになる。それ以降は父の行方やデジモンについて調べ回っている。その傍らでデジモンによって起こされた問題や事件も解決しており、瑠璃とも知り合うことになった。宙に助けられたデジモンが彼について周囲に話しているらしく、彼に助けを求めるデジモンや、逆に彼を狙うデジモンが現れるようになった。
デジモンのテレビシリーズでは『セイバーズ』の大門大以来2度目となる頭にゴーグルを付けていない、名前に関しても（新海ハル以来の）頭文字の「タ」「ダ」を意識していない主人公となっている。
月夜野 瑠璃（つきよの るり）
声 - 小林ゆう
中高一貫の女子校に通う中学1→2年生。13→14歳。
ハンドルネーム「りるるん」を名乗って人気を獲得し続ける、SNS界では話題の人物。社交的かつ好奇心旺盛な性格で、怪奇現象などに強い興味を示し、「りるるん」でフォロワーのコメントなどから怪奇現象の情報収集をしている。その一方、デジモンにも物怖じせずに立ち向かう一面を持つ。
自分の「ピッタリくる」ものを探すのを好んでおり、その一環で車（遊園地のゴーカート）を運転したりもした。（ピッタリとは別だが）ピアノが得意であり、自宅でピアノを演奏していたことがアンゴラモンとの出会いにも関わっている。
第3話でドラクモンの引き起こす怪現象に巻き込まれ、事件解決に動き出した宙と出会う。彼から渡されたデジヴァイスでアンゴラモンを実体化させ、事件を解決した。それ以降は宙や清司郎と連絡を取り合い、情報共有を行っている。友人には、アンゴラモンを最新型のホログラムとして紹介しており、後に宙も同じように誤魔化すようになった。
東御手洗 清司郎（ひがしみたらい きよしろう）
声 - 石田彰
私立葉櫻学院男子学生寮の寮長。中学2→3年生。14→15歳。宙からは「先輩」、瑠璃からは「清っち」「ひがっち」、ガンマモンからは「キヨ」と呼ばれている｡
普段はキザな言動を取るが、内心は非常に臆病で、瑠璃とは逆に心霊の類が大の苦手で、大量のお守りを常備したり、必死に怪奇現象が存在しないことを証明しようとする。それでも寮長としての立場に強い責任感を持ち、怖がりながらも事件解決に協力しくれるので、宙たちからも慕われている。また、精神が限界を越えると一周して覚醒、頭脳の明晰さを存分に発揮し、デジモンにも果敢に立ち向かう頼もしい性格に変わる。もっとも、覚醒後の記憶は本人も曖昧で憶えていない模様。
元はアメリカに留学して13歳で大学を飛び級で卒業した神童だったが、日本のアニメや漫画恋しさに帰国したらしく、その影響で右手に包帯を巻くなどの厨二病の気がある。葉櫻学院に入学後は留学での特権が認められて授業を免除され、その間にゲームや趣味を嗜んだり、企業などからプログラム関係の依頼を受けて、時折遠出や外泊をしている模様。ゲームの腕前は高く、アンゴラモンたちも驚いていた。
第5話ではジェリーモンの悪戯を怪奇現象と勘違いして、千ものコンピューターをハッキングして電子お守りを作成した。しかし、ジェリーモンが遊び半分でプログラムを書き換え、金融の流れを乱したことに怒るマジラモンに命を狙われることになるが、寮長として逃げずに事態を解決し、全身全霊の謝罪の言葉を伝えて許しを得た。それ以来、ジェリーモンから「ダーリン」と呼ばれ、清司郎自身もジェリーモンを様付けし、なおかつ丁寧語で話すようになる。

### パートナーデジモン
ガンマモン
声 - 沢城みゆき
宙のパートナーデジモン。角竜に似た姿で、首元に巻き付けた青いスカーフがトレードマークだが、第65話でスカーフの正体が北斗の衣服の袖の切れ端であることが判明した。
デジヴァイスを付けた宙の目の前に突然現れた。宙の父曰く「宙の弟」。子供っぽい性格をしており、兄のような間柄の宙に懐いていて、彼が危機に瀕した時は真っ先に駆けつけるほど絆が強い。好物はチョコで「最強」と呼んでいる。
精神面も幼く、デジモンの知識も乏しく擬音や独特な表現の仕方でコミュニケーションをとり、人間の名前を呼ぶ時は「キヨ」「コタ」と名前の最初の2文字を取って呼ぶが、宙の父・北斗のことはきちんと呼ぶ。また、死の概念も当初は理解しておらず、ボコモンの死を弔った後もどこかに生きていると思い込んでいて、宙たちに「永い旅に出た」と教えられたのを機にそう信じることにしたが、第37話でレアレアモンをデジタマに戻した後は既に死んだことを理解している様子が見られる（第61話では人間の生死も理解できるようになった）。
自分自身も知らない秘密を隠し持っている様で、クロックモンが能力で彼の未来の姿を見た時は戦慄していた。クロックモンとの再戦時では突如巨大な影が現れ、攻撃をバリアのように跳ね返している。また、ヴァンデモンやムシャモンのようにその力を狙おうとするデジモンも現れはじめている。
他のデジモンと違い、能力も体型も違う3種類（暗黒進化を含めば4種類）の成熟期デジモンへ進化できる類稀なるデジモン。第2話で宙を助けたいという思いからべテルガンマモンに、第7話では空を飛びたいと願ったことでカウスガンマモンに、第12話ではウェズンガンマモンに進化した。当初はランダムで進化するために対するデジモンに有利な姿に進化できないという欠点があったが、第20話の戦いを得て、自分の意思で進化先を任意に変えられるようになった。
第25話ではヴァンデモンが仕組んだ邪悪なウィルスによってダメージが宙と共有されてしまい、宙を巻き込んだことへの怒りでベテルガンマモンの目が真っ黒になり、グルスガンマモンへ進化しかけるが、宙の呼びかけで危機を共に乗り越えるのがきっかけとなり、グルスガンマモンへの進化を抑え、完全体であるカノーヴァイスモンに進化した。その後、第51話では北斗から託されたDimカードの力でデジヴァイスが強化され、ガンマモンからカノーヴァイスモンにワープ進化できるようになった。
第56話では人間界の穢れを徹底的に祓おうとするクズハモンの戦いにて、究極体・シリウスモンに進化した。
| レベル | 名称                                                                  | 進化過程 |
| ------ | --------------------------------------------------------------------- | --- |
| 成長期 | ガンマモン                                                            | 基本形態 |
| 成熟期 | べテルガンマモン カウスガンマモン ウェズンガンマモン グルスガンマモン | ガンマモンから通常進化 ガンマモンから暗黒進化                                                                            |
| 完全体 | カノーヴァイスモン レグルスモン                                       | ベテルガンマモンorカウスガンマモンorウェズンガンマモンから超進化 ガンマモンからワープ進化 グルスガンマモンから暗黒超進化 |
| 究極体 | シリウスモン                                                          | カノーヴァイスモンから究極進化                                                                                           |

グルスガンマモン→レグルスモン
第13、21、42、59、66話以降に登場。ガンマモンが負の感情によって暗黒進化した姿。成熟期（グルスガンマモン）→完全体（レグルスモン）。他の成熟期とは違い、溜まりかけたゲージが一瞬でなくなり、宙の協力なしで進化する。また、進化の際にはガンマモンの目が真っ黒になる（第42話や第59話では、ガンマモンの表情が劇画調の強面になっていた）。ベテルガンマモンが黒色化し、翼に変化する青いマントを纏い、より凶悪にしたような姿をしている。本来のガンマモンより知能も戦闘力も飛躍的に跳ね上がり、戦闘のプロフェッショナルであるシールズドラモンを簡単に捕縛したり、成熟期でありながら完全体のアルケニモンやオボロモンすら一撃で瞬殺する。元の純粋さや優しさといった感情はほとんどなくなり、凶暴でクールかつ渋い性格になる。
グルスガンマモンが現れた時は必ず、黒いデジモン（ブラックアグモン、ブラックガルゴモン、ブラックグラウモン）が一体、陰からその様子を窺っている。
第13話では、シールズドラモンに殺されそうになった所をボコモンに庇われ、目の前で初めて大切な存在を失ったことでショックを受けて初進化する。シールズドラモンを圧倒して殺害し、疑似デジタルワールドを破ってそのまま現実世界に進出しようとする。それを止めようとした仲間たちを敵視して攻撃するが、咄嗟に目の前に出た宙の姿を見てボコモンを思い出したことでガンマモンに戻り、ボコモンの死に涙を流した。
第21話では、アルケニモンによって窮地に陥った際に、宙の激情に呼応する形で2度目の進化を果たし、アルケニモンを殺害した。その後、駆けつけようとした宙に「近寄んな。まだその時じゃねぇんだよ」と告げてガンマモンに戻った。
第42話では、宙がオボロモンたちに攫われ、赤いスカーフにされたことにより、激しい怒りと憎悪の感情から暴走状態となり、3度目の進化を果たす。赤い個体のオボロモンを瞬殺した後、他のオボロモンの力を捕食して暴れ回る。その後、元に戻った宙が自身を止めた際に「シンクロを拒んでいる」と指摘するも、宙が歩み寄ろうと1歩進んだため、嬉しそうな表情で宙を「兄貴」と呼んだ後、ガンマモンに戻った。この時、生き残ったオボロモンの一体がグルスガンマモンを「漆黒の覇王」と呼んだ。また、後にウィッチモンやバステモンも、ガンマモンを見て「漆黒の覇王」の面影を感じている。ウィッチモンによれば、「漆黒の覇王」はデジモンたちの間で噂になっている存在らしいが、詳細は不明。
第59話では、トノサマゲコモンにいたぶられたことへの激しい怒りから暴走状態となり、4度目の進化を果たす。トノサマゲコモンを「イボガエル」呼ばわりし、殴る蹴るなどの一方的な暴行を加えた。宙が止めに入った際には、宙に対し自身とシンクロすることを持ち掛けるが、これを拒絶されたため、再びトノサマゲコモンを攻撃しようとする。しかし、再び宙に止められ、命乞いしたゲコモンが「クラッシュシンフォニー」でイボに変質して封印された人間全員を解放すると、攻撃の手を止めて宙に「時はすぐそこに来てるぜ、兄貴」と告げてガンマモンに戻った。
第66話では、人間界に渡る際にデジタルワールドにGRB（Gulus Realm Burst）という黒い因子を落とし、デジタルワールドに黒い浸食が広がるように仕組んだと告白。その後、完全体のレグルスモンに暗黒超進化し、ブルムロードモンを圧倒。さらには宙の申し出を受けて彼とシンクロする。しかし、そのシンクロは自身の体内に僅かに残っていたガンマモンに力を送り込むための芝居であり、力を得て蘇ったガンマモンと分離させられ、ガンマモンを取り込む計画は頓挫。それでもなお、シリウスモン・ディルビットモン・アンフィモンを強大な力で圧倒し、さらにはシリウスモンの腹部に風穴を開け、致命傷を与えた。
続く第67話では、再度シリウスモンを取り込むべくガンマモンの精神世界に侵入し、記憶を喰らい尽くそうとする。クオンタモンの導きによってガンマモンの精神世界に潜入した宙を欺こうとガンマモンに擬態するが、チョコや魚、清司郎を普通に呼んでいることに違和感を覚えた宙に正体を見破られ、宙が消えかけていたガンマモンの精神に呼び掛け目覚めさせることに成功、シリウスモンの傷口が塞がり、復活を許してしまう。その後、復活したシリウスモンと互いに一歩も譲らぬ激戦を繰り広げるも、最後はシリウスモンの奥の手である「プラネイトナックル」を叩き込まれてグルスガンマモンに退化。それでもなお戦おうとするも、シリウスモンに取り込まれる。「この世には喰うか喰われるかの二択しか存在しない」と豪語していた自らが逆に喰われた格好となり、精神世界のガンマモンに渋々敗北を認める。その後、ガンマモンと様々な約束を交わし、その際に「デジタルワールドを元通りにすること」も約束したためGRB因子のワクチンを作りデジタルワールドに散布した。
その正体は宇宙からやってきた地球外デジモン。かつてデジタル文明の発達した惑星が「全てに終焉をもたらすもの」とされる脅威に晒され、それに対抗するために「最強のデジモン」の原型を擁立した。しかし、成長するまでには間に合わないと判断し未来へ希望を託したのか、そのデジモンを2000年後に同じ脅威がやってくる太陽系の地球に向け発信する形で逃がし、惑星は滅ぼされてしまった模様。だが、何らかの理由でガンマモンに退化した上、幼い別人格が芽生えたことで本来の姿であったグルス系譜の人格はその体内に封印され、自由に体を使えなくなってしまった。
アンゴラモン
声 - 中井和哉
瑠璃のパートナーデジモン。フサフサの体毛に覆われた大柄なウサギのような姿をしている。長い耳をヘリコプターのように高速回転させ、空中飛行することが可能。
瑠璃のピアノの音色を気に入り、彼女を悪いデジモンから守っていた心優しいデジモン。第3話ですばしっこい上に瑠璃に異常を施したドラクモンに苦戦していたが、実体化を果たし、ドラクモンを撃退できた。
それ以降は瑠璃の後ろについて回っており、周りからはウサギのホログラムだと思われている。デジモンに対する知識が豊富で、デジタルワールドについて宙に教えたり、相対したデジモンの解説も行なっている。事件解決後にその一件を詩として残しており、詩人気質でもあるらしい。人間界では定期的に行われるデジモンの集会に参加して情報を集めている。
第15話で友達を守りたいという瑠璃の願いに応え、ジンバーアンゴラモンに進化した。進化時はより大人びた性格になり、一人称も「僕」から「私」に変化する。
第35話では古い言い伝えに囚われている一夜町の住人や、伝説になぞらえて人間を襲うマンティコアモンに対する瑠璃の怒りと、彼女を守りたいアンゴラモンの感情が共鳴したことでラモールモンへと進化を果たした。ラモールモン本来の凶暴性もあって話し方が片言で、一人称も「俺」に変化するが、瑠璃の信頼関係によって力を制御できている。その後、第51話で北斗から託されたDimカードの力でデジヴァイスが強化され、第52話でアンゴラモンからラモールモンにワープ進化できるようになった。
第58話では、ファラオモンの復活を目論むエンシェントスフィンクモンとの戦いで、究極体・ディルビットモンに進化した。
| レベル | 名称                 | 進化過程                                                  |
| ------ | -------------------- | --------------------------------------------------------- |
| 成長期 | アンゴラモン         | 基本形態                                                  |
| 成熟期 | ジンバーアンゴラモン | アンゴラモンから通常進化                                  |
| 完全体 | ラモールモン         | ジンバーアンゴラモンから超進化 アンゴラモンからワープ進化 |
| 究極体 | ディルビットモン     | ラモールモンから究極進化                                  |

ジェリーモン
声 - 嶋村侑
清司郎のパートナーデジモン。名前の通り、クラゲのような姿をした少女型のデジモン。一人称は「ミー」、語尾に「〜さ」と付けて話す。体をしまうことでクラゲそっくりの姿になることも可能。
悪戯好きな性格で、非常に臆病な清司郎を怪奇現象として怖がらせていた。自分を様づけで呼ばせようとするなど、女王様気質な面も見られる。一方でかなりの天才で神童と呼ばれた清司郎のプログラムを書き換えたりしている。人間界での順応が高く、他のデジモンの依頼を受けて人間界の物品を提供する「ビジネス」と称する活動を行っている。たまにデジモンの力を利用したビジネスを展開することもあるが、かえって暴走を招いて怪現象に発展させる遠因になってしまうこともあり、その度にバクモンや清司郎などから説教を受けている。
第5話で宙の部屋からデジヴァイスを勝手に持ち出し、清司郎に付けさせることで実体化した。清司郎の電子お守りのプログラムを書き換えることで金の流れを止めたが、それによって清司郎がマジラモンの標的になってしまい、寮長として立ち向かう清司郎に協力した。事件後、清司郎のことを見直し、彼を「ダーリン」と呼ぶ。
第10話でキンカクモンに追い詰められた際に、テスラジェリーモンに初進化した。進化するとギャルのような話し方になる。
第29話では容易に近づけない毒を持つトロピアモンに苦戦。パートナーの清司郎も強まったコドクグモンの毒に蝕まられ危機的状況に追い込まれるが、怖くても宙や瑠璃のように勇気を振り絞った清司郎の気持ちを受け取り、テティスモンへの進化を獲得した。この際はお嬢様のような気品溢れる話し方になる（また、姿を見かけた人間たちからは「女神」と称される）。その後、第51話で北斗から託されたDimカードの力でデジヴァイスが強化され、第53話でジェリーモンからテティスモンにワープ進化できるようになった。
第60話では、クティーラモンとの戦闘で究極体・アンフィモンに進化した。ロボットのような厳しい姿とは裏腹に、英語混じりの陽気な話し方をする。
| レベル | 名称               | 進化過程                                                |
| ------ | ------------------ | ------------------------------------------------------- |
| 成長期 | ジェリーモン       | 基本形態                                                |
| 成熟期 | テスラジェリーモン | ジェリーモンから通常進化                                |
| 完全体 | テティスモン       | テスラジェリーモンから超進化 ジェリーモンからワープ進化 |
| 究極体 | アンフィモン       | テティスモンから究極進化                                |

### 敵デジモン
クロックモン
声 - 岩田光央
第1、9、13、23、32、51、54、63話以降に登場。成熟期。人間の持つ時間を奪い去る「口縫い男」の正体。初陣となったガンマモンとの戦いで時計を破壊され、女子生徒やコタロウを含む奪った人間の時間を全て吐き出してしまい、逃走した。
第9話にて復讐のために再び宙の前に現れ、時間を操作して平衡感覚を狂わせて苦しめた。今度こそ時間を奪おうとするも、自らが放った「クロノブレイカー」をガンマモンから現れた巨大な影に跳ね返され、時計が壊れた影響で自身の時間が崩壊し、消滅しそうになったところを宙とガンマモンによって助けられて改心・和解。透明化を制御できる様ボコモンの世話になることになった。
以降はどこかのデジモンの集落に身を置いて、人間界でデジモンがトラブルを起こさないように見回りを行っていたり、集落のデジモンたちに宙のことを困ったときに助けてくれると伝えているらしく、初対面のデジモンにも宙やガンマモンのことが知られている。また第13話では宙たちにシールズドラモンにデジモンが殺されていることを伝えている。
マミーモン
声 - 菅生隆之
第2、23、33、47、58、64話以降に登場。完全体。博物館に展示されているミイラの中に潜み、夜中に動き出して人間を襲い、包帯でグルグル巻きにして誘拐する事件を起こした犯人のミイラ型デジモン。ただ本人に悪意は無く、医師として人間を治療したいという使命感と、博物館で見聞きした古代エジプトのミイラの作成方法を、人間界最高の医術だと誤解したことで引き起こしたものだった。
宙とガンマモンに治療の邪魔をされたと襲い掛かるが、ガンマモンが初進化したベテルガンマモンの攻撃で隙が出た時に宙の説得を受け、自身の治療が間違っていたことを知り和解。人間を解放した後、宙に勧められて正しい人間の治療法を学ぶべく勉強の旅に出た。
その後はとある病院を住処にしており（人間と同じく聴診器を首に掛け、白衣を着用）、第23話のモルフォモンの鱗粉の効果で凶暴化するデジモンを沈静化しようとする宙たちに協力。その後もアヤタラモンの毒から生成した解毒剤の開発や、セピックモンに狙われた清司郎の治療を行ったりなどと、積極的に宙たちと協力してくれている。
ドラクモン
声 - 宮田幸季
第3、25話に登場。成長期。写真に落書きのような「赤くしゃ」と呼ばれる怪現象を引き起こし、人々に身体的異常を発生させた犯人。自らが実体化して悪戯をするために両手の邪眼から発した「アイオブナイトメア」で宙やガンマモンの心を操った。散々バカにして痛め付けていたアンゴラモンに引導を渡され、悪戯を仕掛けた人々の異常を解除し去っていった。
しかし、内心は改心しなかったどころか彼らの復讐の機会を窺っており、第25話にてヴァンデモンの配下として実体化を果たした状態で再登場。使用人として人間の姿に変装し、招待された瑠璃を逆恨みで吸血しようとするが、気を損ねたヴァンデモンの「ナイトレイド」で食い殺された。
パンプモン
声 - 高戸靖広
第4、49話に登場。完全体。ハロウィンシーズンに現れるデジモン。友達欲しさに人々を連れ去り、かぼちゃやツルで巻き付ける怪現象を引き起こした犯人。「トリックオアトリート」で攻撃するが、ベテルガンマモンに敗れる。宙や瑠璃らと和解した後に消えた。
その後、第49話にて再登場。ハロウィンの日に魔女による世界を築こうと目論むウィッチモンを止めるために宙たちに加勢。「トリックオアトリート」で魔女に変えた少女たちを足止めした。
エカキモン、キャンドモン
声 - 田邊幸輔、田中啓太郎（エカキモン） / 広瀬ゆうき（キャンドモン）
第4話に2体ずつ登場。共に成長期。かぼちゃ人形を操り、パンプモンと共に怪現象を引き起こした。パンプモンと同様、和解した後に消えた。
マジラモン
声 - 宝亀克寿
第5話に登場。完全体。富の流れを乱すと現れるという、ビルを悠々と超える巨体を持つ龍型デジモン。富を司る神の使いとして裁きを与えるべく、不正プログラムで金融のシステム障害を多発させた清司郎とジェリーモンが標的となるが、彼からの全身全霊の謝罪の言葉を受け取り和解した。
クアトルモン、ビットモン、ゴートモン
第5話に登場。共にアーマー体。マジラモンを先導するデジモンたち。
セイレーンモン
声 - 水樹奈々
第6話に登場。完全体。絶対の自信を持つ自分の歌声を聴いてもらうために、カラオケボックスである特定の曲を歌うと、スピーカーを通して自身の歌声を紛れ込ませ、歌っている本人に苦痛を与える怪現象を引き起こした犯人。彼女の歌は美しいと称されるが同時に攻撃手段でもあるため、人間はダメージを負うことになる。最後は宙の音痴な歌声がセイレーンモンの心に響き、人間を感動させる歌い方を見つける修行の旅に出ていった。
また特定の曲には、前作『デジモンアドベンチャー:』の初代エンディング曲である藤川千愛『悔しさは種』が使用された。
ヤタガラモン
声 - 増谷康紀
第7話に登場。完全体。自分の力を分け与えたカラスたちを率いて、人間に飼われている鳥たちを解放し回った。アンゴラモン曰く「鳥たちを黄金郷という楽園に導く」とされる。空中の戦いに特化したカウスガンマモンの「ウルダインパルス」を食らって戦意喪失し、カラスたちと共に飛び去っていった。
シスタモン シエル
声 - ゆかな
第8話に登場。成熟期。夜の首都高速道路を走り回る「百鬼夜行」の怪現象を引き起こした犯人。可憐な修道女の姿とは裏腹に、走ることが三度の飯より好きなレース狂で、エレファモンたちの楽しむためのレースに乱入し、メタルファントモンの呪縛を用いたデスレースに変貌させて楽しんでいた。宙たちの口車に乗せられて契約したメタルファントモンに襲い掛かるが、ブラックテイルモン Uver.が開いたゲートを通ってデジタルワールドへと帰還した。
メタルファントモン
声 - 江川央生
第8話に登場。完全体。シスタモン シエルと契約を結んでレースを行い、決まりを破ったデジモンらを鎌に吸収した。額に赤い極小のドクロマークをつけられたデジモンは、メタルファントモンの呪縛に逆らえなくなる。シスタモン シエルと同様、ブラックテイルモン Uver.が開いたゲートを通ってデジタルワールドへと帰還した。
キンカクモン
声 - 小松由佳
第10話に登場。成熟期。『ファイターズ・キングダム』という格闘ゲームで、試合に敗れたプレイヤーを「戦利品」として誘拐し、弟の瓢箪に入れて酒に変えようとしていた。自身と渡り合える実力を持つ清司郎に興味を持つが、その本人が極度の怖がりだったことに失望し激怒。ジェリーモンを叩き潰そうとするが、彼女が初進化したテスラジェリーモンの「フィサリスト」を叩き込まれて敗北。人間を解放した後、また勝負を交えようと格闘家としてジェリーモンと親睦を深めた。
ギンカクモン
声 - 稲田徹
第10話に登場。成熟期。姉のキンカクモンが連れ去ったプレイヤーを吸い込む「紅葫蘆（べにひさご）」という瓢箪を背負い、その中で人間を溶かして酒に変えようとしていた。人間から造った酒を楽しみにしていたのか、キンカクモンが敗北した後は名残惜しそうに人間を解放するが、人間界では酒は普通に買えるとボコモンに教えられて驚き、宙から北斗の秘蔵の酒コレクションを貰うことを条件に人はもう襲わないと約束した。
レッパモン
声 - 松風雅也（本体） / 乃村健次（尻尾）
第11、31話に登場。成熟期。本体とは別に尻尾の刃自身も意思を持つが、「斬りたい」欲求が強い尻尾と、それを拒む本体は非常に仲が悪く、喧嘩するごとに辺りが突風で切り刻まれる「かまいたち」を起こしていた。竹林公園で瑠璃と出会い、彼女の事情を知った上での説得にも受け入れず、尻尾を制御できない自身に非があると本体が自傷行為に出てしまう。そこへ瑠璃を捜しに来たアンゴラモンとカウスガンマモンと戦闘になるが、竹林を利用されて拘束されてしまい、アンゴラモンからデジモンの集会に参加すればお互いのやりたいことをできるかもしれないと誘われて参加することにした。
第31話に再登場した際は険悪だった仲はすっかり解消され、お互いを尊重し合えるようになっており、ムシャモンの自我が宿る「白鳥丸」に操られたアンゴラモンの捜索に協力した。
ザッソーモン
声 - 中村光樹（巨大ザッソーモン） / 西村知道（族長ザッソーモン）
第12話に登場。成熟期。不幸の手紙のような怪しいメールを消去すると、スマホから大量のザッソーモンが出現。自分たちの種を存続させようと増殖・水分を取り込んで巨大化を繰り返し、市街地を混乱に陥れた。
初進化したウェズンガンマモンが「セドナ」で一気に群れを薙ぎ払おうとするも、族長のザッソーモンが現れ制止。今回の事件は自身の不注意で起こったものだと謝罪し、仲間を連れて去っていった。
シールズドラモン
声 - 神奈延年
第13話に登場。成熟期。暗殺者養成試験「セレクション-D」を合格して進化し、指令ではなく数のためだけに無作為にデジモンらの暗殺を遂行した。作中では900匹以上ものデジモンをナイフを用いて暗殺しており、デジタルワールドでもその悪評は広まっている。
ジェリーモンを殺そうするも失敗し、見張っていた宙たちと交戦することになるも、暗殺技術を活かせるフィールドで高い能力を発揮し圧倒した。隙を突いてガンマモンを暗殺しようとしたが、身を挺して庇ったボコモンによって阻止される。そしてボコモンが死んだ哀しみで暗黒進化したグルスガンマモンの「デッドエンドスキュアー」で頭部を貫かれて絶命した。
フェレスモン
声 - 置鮎龍太郎
第15話に登場。完全体。いつ、どこに現れるか一切不明のどんな悩みも解決する謎の占いの館「メフィスト」で占いを行っており、助けを求める人間の願いを曲解させたやり方で恐怖させ、石像に変えてコレクションしていた。転々としながら人間界を侵食するためのエリアを作るのが目的で、配下のブギーモンの実体化を企てる。
初進化したジンバーアンゴラモンとの戦いの末、「私の目的は戦いに勝つことではない」と言い放ち戦いを中断。石像にした人間たちを元に戻し、誰にも邪魔されない場所で野望を成就すべく去っていった。
ブギーモン
声 - 蟹江俊介、竹内大生
第15話に登場。成熟期。フェレスモンの配下。恐怖する人間の姿を見た喜びの感情から実体化を企てる。
ファングモン、ピコデビモン
声 - 中村光樹（ファングモン）
第15話に登場。ファングモンは成熟期、ピコデビモンは成長期。ブギーモンが人間を恐怖に陥れるために化けた姿。
ジュレイモン
声 - 青森伸
第16話に登場。完全体。キャンプ場の森で、人間が忽然と消える神隠しのような現象を引き起こした、老獪な大樹のデジモン。森に入り込んだ人間を不気味な霧で惑わせては喰らい、自身の年輪の一部にしていた。その森を縄張りにするモリシェルモンと抗争を繰り広げている。腕のひび割れの集中攻撃によって右腕を破壊されたことで逃走した。
フロゾモン
声 - 小山力也
第17話に登場。完全体。除雪車のようなマシーン型デジモン。雪原地帯で困ったデジモンを助ける心優しいデジモンだが、仕事の邪魔をする者は幼年期のデジモンすら徹底的に排除しようとする強い二面性を持つ。清司郎が建設に関わり、宙たちと見学に来た発電所を熱源と探知して冷却しようとし、安全な場所で気が大きくなった清司郎に注意されたことで激怒し、敵と見なして襲い掛かるが、外に避難した瑠璃とテスラジェリーモンの反撃を受けて敗北。誤解が解け和解すると閉じ込められた宙たちを救出し、渋々清司郎が発電所を停止している間に救助したデジモンの住みやすい寒冷地帯に向かっていった。
ピーターモン
声 - 野島健児
第18話に登場。成熟期。自身の作った異世界「ネバーエヴァーランド」に、人間の子供や幼いデジモンたちを夜な夜な誘拐した犯人。口笛を吹き寝ている対象の記憶を操作・改竄する能力で事件を隠蔽していた。
デジモンだが人間と比べても遜色ない姿をしている。普段は優しい口調だが、本性が出ると口調が荒くなり、大人になるのを望む趣旨の発言に対して「成敗ゴッコ」と称し、容赦なく討ち倒そうとする極度の大人嫌い。「ネバーエヴァーランド」に連れていかれた全員を助けるために侵入した宙に襲い掛かるが、戦いの末に、子供たちが大人になる憧れを抱き意気消沈。その場に現れたキャプテンフックモンの海賊船に乗ることを決めた。
ピッコロモン
声 - 吉田小南美
第19、33話に登場。完全体。時空を行き来する能力で、人間たちを様々な時間に飛ばしていた。飛ばされた先ではその時間に溶け込んで存在が消える危険性が孕んでいるが、本人は「色んな時間に行けて面白い」と事の重大さを理解していない。
風の便りで聞きつけた宙たちを過去へ飛ばして、お礼としてデジヴァイスを貰おうとしていたが、一向に渡してくれないことに腹を立て最終的に宙たちの存在を抹消しようと過去の時間の改変を企てるが、どう言う訳かガンマモンの過去に飛ぶやボロボロな姿で帰還、興味を持って未来を見てくると一転して感動し、勝手にガンマモンの親友と名乗って和解した。
その後はガンマモンのいる葉櫻学院に寮に遊びに来ているようだが、第33話で喧嘩に清司郎を巻き込んだせいでセピックモンに狙われる遠因となっている。
ダークリザモン、セーバードラモン
声 - 竹内良太（ダークリザモン） / 高塚正也（セーバードラモン）
第20話に登場。両者とも成熟期。全身を炎で纏うデジモンの二人組。ダークリザモンは中では熱さを感じないが、そこから出ると灰のように燃え尽きて死に至る黒炎を放ち、セーバードラモンは「空は俺のテリトリー」と豪語するほど空中戦が得意で、ダークリザモンを持ち上げるほどの脚力を持つ。二匹共に瑠璃と清司郎を人質に取った上でブラックテイルモン Uver.を呼ぶよう宙に迫り、圧倒的な連携で追い詰めるが、自らの意思で自在に進化できるようになったガンマモンに敗れた。
本人たちに悪気は無く、いつの間にか人間の世界に迷い込み、過去に不可抗力とはいえツヨシという人間を助けられなかった苦い経験をしたことで人間界にいるべきではないと悟り、デジタルワールドに帰りたい一心で宙を襲撃したことを告白。その後現れたブラックテイルモン Uver.によってデジタルワールドに繋がるゲートが開き、宙に非礼を詫びながら2匹共故郷へ帰っていった。
後にダークリザモンは52話での宙の回想にて登場し、セーバードラモンは65話にてラフレシモンに取り込まれた所を宙に救出される形で再会、クオンタモンがいるという空中都市へと連れて行った。
アルケニモン
声 - 山崎和佳奈
第21話に登場。完全体。自身の知能を高めるために人間を襲い、脳を捕食していた残忍な蜘蛛型デジモン。自身のさらなる進化の可能性を探究している。人間と遜色ない姿に変身するのが得意で、宙の母の友人・ソニアと名乗る女性の姿で突如宙の前に現れ、商業ビルにてイベントがあると唆して宙たちを誘き寄せ、配下の無数のドクグモンと共に襲い掛かった。宙たちを観察し、特に興味を持ったガンマモンを手始めに捕食しようとするも、ガンマモンを助けたい宙の激情の影響で暗黒進化したグルスガンマモンの「デスデモーナ」を口から限界以上まで流し込まれて絶命した。
ドクグモン
第21話に登場。成熟期。アルケニモンの助手兼配下で、彼女の指示のもと、宙たちを捕獲しようと襲い掛かった。
スカルグレイモン
声 - 江川央生
第22話に登場。完全体。本来は闘争本能のまま生きるデジモンが成り果てた、ドラゴンの骨格のような姿のデジモン。
ピロモンのトラウマの影響で再現された存在で、悪夢の世界でピロモンを追い回すと同時に、迷い込んだ人間に襲い掛かっていた。実体を持たないため、神出鬼没に現れ、ある程度離れるとスカルグレイモンと初めて遭遇した場所へと強制的に戻されてしまう。しかも、夢でスカルグレイモンに負わされた傷は現実に反映されてしまう。
明晰夢だと理解した清司郎たちによって倒されるが、夢の存在故に即座に再生し、「グラウンド・ゼロ」を放とうするもピロモンが目覚めたことで未然に防がれ、傷を負った人々も元に戻った。
アヤタラモン
声 - 本田貴子
第24話に登場。完全体。高校生・小鳥遊優人に関わった人間に毒を飲ませ、体の一部を蔦にする怪現象を起こした犯人。かつては優人の実家の花屋を手伝う旧式ロボ「GW-1」に潜んでおり、心優しい優人に恋心を抱き、優人が口にした言葉がトリガーとなって実体化。優人を自分と同じ姿にすべく、彼と関わりのある人物を毒の実験体にしていた。
宙たちによって一度は倒されるが諦めずに毒を飲ませようとするも、人間で失くなる恐怖や、それまでの関係を望む優人から拒絶され、ならば人間になろうと自らが毒針を刺すも失敗、みるみると衰弱し自決に近い形で消滅した。
ヴァンデモン
声 - 森川智之
第25話に登場。完全体。吸血デジモンの頂点に立つという高貴なデジモン。人間に化ける力で大手企業「スカルラット・ヴェント」のCEO・アビエル京極に扮し、招待した女性を吸血鬼へと変貌させ、吸血鬼の千年王国を築こうと目論む。瑠璃を始め、宙たちを自身の幹部に引き入れようと目論み、宙とベテルガンマモンにウィルスを仕込んで追い詰めようとするが、初進化したカノーヴァイスモンの「ドラゴニア」を防ぎ切れず、致命傷を受ける前にコウモリに変身して逃走した。
マタドゥルモン、サングルゥモン
声 - 堀秀行（マタドゥルモン） / 高塚正也（サングルゥモン）
第25話に登場。現実世界の侵略を目論むヴァンデモンに与する吸血デジモンたち。マタドゥルモンは完全体、サングルゥモンは成熟期。ヴァンデモンが敗北した姿を見て彼に失望し、見限って何処かへと去っていった。
デジタマモン
声 - 釘宮理恵
第26話に登場。完全体。全ての始まりであるデジタマの姿をしたデジモン。デジタルワールドでのアンゴラモンの友達で、様々なことを学んでいた。しかし、人間界に来てとある民家に住み着いてからその住人を衝動的に呑み込んでしまって以来、人間の精神欲しさに人喰いを繰り返すようになってしまった。終いにはアンゴラモンの説得すら聞かないほど暴走し、自身が誘った瑠璃や駆けつけた宙、清司郎たちを喰らおうと襲い掛かるが、カノーヴァイスモンとジンバーアンゴラモンにトドメを刺されて絶命した。
スプラッシュモン
声 - 三浦祥朗
第27話に登場。完全体。本来は虎に似た真の姿を持っているが、本作品では人間態のみで活動している。
自分の自慢の美しさを極めようと、恐怖の高まった人間を液状化させ、それを素材にした美容液を作り出そうと画策。水の音を聴かせて人間を怯えさせて、次々と誘拐した。自身を傷つけた逆恨みがてら宙たちも美容液の素材にしようと少しずつ恐怖心を煽り、戦闘でも海に浮かんだ豪華客船という自身に有利すぎるフィールドで追い込むが、宙たちが展開した雪原のフィールドの効果で液状化能力を封じられ、ジンバーアンゴラモンの「ブレイキンストリーム」で瞬間冷凍されて敗北。ムースモンに搭乗したブラックテイルモン Uver.に回収された。
アシュラモン
声 - 玄田哲章（怒りの顔） / 関俊彦（祝福の顔） / 山崎たくみ（慈悲の顔）
第28話に登場。完全体。その名の通り、3つの顔と4本の腕を備えた阿修羅のようなデジモン。人間界で自分たちの知らない多くの感情を知ったことで、それを我が物しようと顔を仮面にして奪い取っていた。アンゴラモンによると元は不正を許さない厳格な性格だが、人間界の影響を受けたことでこのような凶行に及んだ。
瑠璃、清志郎を含めた人間の顔を装着して多くの感情を知ったことで実体化。さらに顔を奪うべく無差別に人を襲い、ふとテレビに映ったサッカースタジアムの観客の顔を奪い去ろうとするが、自身が利用していたマッシュモンの密告で居場所を特定され、スタジアムに駆けつけた宙とカウスガンマモン、アンゴラモンの妨害を受け交戦。カウスガンマモンが進化したカノーヴァイスモンに追い込まれそうなるが、活動限界でガンマモンに退化した隙に宙の顔を奪い取ってしまう。
しかし、頼みを断らないお人好しな宙の性格を逆手にとったアンゴラモンの頼みで集めた顔を全て返してしまい、正気を取り戻した後はアンゴラモンから集会に誘われ、改めて感情を知るために参加することにした。
コンゴウモン
第28話に登場。アーマー体。アシュラモンの側近の金色に輝く昆虫型のデジモン。アシュラモンが奪った顔を保存する異空間を作り出せる。
トロピアモン
声 - 山田真一
第29話に登場。完全体。ドラゴンの姿をした植物のデジモン。突如デパートに出現しては人間に有毒な花粉で覆い尽くした。迂闊に近づけない毒を持つため、清司郎とテスラジェリーモンを窮地に追い込むが、清司郎の熱意を受け取ったテスラジェリーモンがテティスモンに初進化、彼女の「ドクテアーゼ」で無力化された。
彼に悪意は無く、はぐれてしまった仲間に気づいて貰おうとしていただけで、無事に仲間と再会した後は花粉は人のいない所でばら撒くことを清司郎に約束して飛び去っていった。
コドクグモン
第29話に登場。成長期。トロピアモンにくっついており、彼の毒を吸収して毒を生成できない自らの弱点を克服、デパートに大量発生して人間たちを毒で苦しめてはデータを吸い取っていた。ただトロピアモンからは怪訝に扱われており、一部の個体は「トロピカルヴェノム」で駆除されている。トロピアモンが倒されたのに乗じて何処かへと逃げ去っていった。
ワルもんざえモン、エクスティラノモン
声 - 松山鷹志（ワルもんざえモン） / 白鳥哲（エクスティラノモン）
第30話に登場。両者とも完全体。ぬいぐるみのような可愛らしい姿とは裏腹に、強大な力を秘めたパペット型デジモンの二人組。
荒巻カヨノの孤独な心を利用し、敵意はないと唆した上でカヨノの気に入らない人間たちを次々と人形に変え、自分たちの悪事のために好き放題暴れ回った。悪事を邪魔した宙たちに襲い掛かるが、加勢したもんざえモンの「ラブリーアタック」で心を浄化されて大人しくなり、人形化した人間を解放。その後はもんざえモンに預かってもらうことになった。
ムシャモン
声 - 江原正士
第31話に登場。成熟期。妖刀「白鳥丸」を携える落武者のような姿のデジモン。デジタルワールドからゲートを潜った際、不具合で白鳥丸と混ざり合ってしまい、肉体を復元するために白鳥丸を手にしたデジモンを依代に無差別に辻斬りを行わせ、生命力を吸収していた。
アンゴラモンを新たな依代として操り、人やデジモンを斬らせまいと抵抗する彼の生命力を徐々に奪って弱らせた上で完全に洗脳。アンゴラモンを探す瑠璃たちに襲い掛からせ、さらに斬りつけたガンマモンの生命力を取り込んで急速に復元・復活を果たし、完全にガンマモンを取り込もうとするも、ズバモンを武装したジンバーアンゴラモンによって白鳥丸を折られ敗北。ブラックテイルモン Uver.に付き添われて何処かに去っていった。
ベツモン
声 - 岸尾だいすけ（偽ガンマモン） / 水田わさび（偽ジェリーモン） / 中村光樹、浅野良介、れいみ、寺崎千波也、橘内良平
第32、33話に登場。完全体。他のデジモンの着ぐるみで変装する変わったデジモン。嫌らしい顔つきはそのままであるにもかかわらず、なぜか周りは本物と信じ込んでしまう。集団で対象の人生を崩壊させるほどの乗っ取り事件を連続で引き起こし、葉櫻学院の寮を新たに住処にしようと乗っ取りを画策。邪魔になるガンマモンに成りすまして追い払った上、宙たちにも成り代わろうとした。
ピクニックで宙が用意したチョコをやけ食いするガンマモンに対抗するが、ガンマモンに化けたリーダー格の個体は甘い物が苦手だったことから限界が来てしまい、変装が宙にバレて計画が頓挫。強硬手段で仲間と共に襲いかかるが、カノーヴァイスモンの「メテオルクス」で一掃された。
事件後はクロックモンに根性を叩き直すべく奉仕活動に嫌々借り出されており、続く第33話にてセピックモンに襲われて意識を失い、病院に搬送された清司郎を看護師に変装してマミーモンの元へと送り届ける手助けを行っている。
セピックモン
声 - 齋藤彩夏
第33話に登場。アーマー体。現世と黄泉の境目の世界に潜むデジモンで、死霊としか友達になれないために死にかけたターゲットに狙いをつけては間接的に殺害し、強引に友達にしようとしていた。
ガンマモンと喧嘩したピッコロモンの「ビットボム」を偶発的に受けて瀕死状態に陥った清司郎に狙いをつけて死霊にしようと企てるが、マミーモンが作った鎮静剤で境目の世界に駆けつけ、その副作用でパワーアップしたテスラジェリーモンの「フィサリスト」で倒された。現世へ引き摺り出された後は宙の提案で恐山に移住する。
サラマンダモン
声 - 渡辺美佐
第34話に登場。アーマー体。下記の第13話に登場したものとは別個体。自身の体液で七海をはじめとした人間を「ヤモリ人間」なる怪人に変貌させて操り、火力を高める炭素を含むダイヤモンドを強奪させていた。
瑠璃までヤモリ人間に変えるも、宙たちに尾行されて犯行が露見したために対峙し、「バックドラフト」で周囲に大爆発を起こそうとするが、ベテルガンマモンの「ソルブロー」で技の威力を相殺されて失敗、取り押さえられて降参した。人間を元にした後は、宙に縮んだ鉛筆を餌代わりに持ってくることを約束された。
マンティコアモン
声 - 高塚正也
第35話に登場。完全体。普段は天使系デジモンに使役され、他のデジモンのデジコアを捕食するという凶暴なデジモン。3本の尻尾には猛毒を仕込んでいる。
一夜町に伝わる「人狼（ひとおおかみ）」の正体とされ、主人のダルクモンの元から逃亡した際に「人狼」の伝説に関するデータを取り込んだことで自身を「人狼」と思い込み、伝説になぞらえて人々を襲っていた。
囮として生贄に捧げられた瑠璃に襲い掛かるが、彼女と気持ちが呼応したジンバーアンゴラモンがラモールモンへと進化。自分よりも凶暴性の高い相手に圧倒された所をダルクモンが制止し、データを除去された上で連れて行かれた。
ギガスモン
声 - 魚建
第36話に登場。ハイブリッド体。土の力を操る巨人のデジモン。忽然とビルが沈む「ビル消失事件」を起こした犯人。ある日ふと見た「世界滅亡」を題材にしたパニック映画の予告CMを真に受け、世界が滅ぶことを哀しみながら次々と人間を石像化させ、洞窟内で自らが作った兵馬俑に似た墓に供えていた。
激闘の末にカノーヴァイスモンに敗北。その影響で石柱が壊れて洞窟が崩落しかけるが、懸命に生きようとする宙に希望を見出し石柱を修復。洞窟の調査に同行した瑠璃の友人を含んだ人間たちを元に戻した後は希望を見出すための旅に出た。
レアレアモン
声 - 増谷康紀
第37話に登場。完全体。腐敗する身体を機械で保ち、崩壊と形成を繰り返すヘドロのようなデジモン。不法投棄されたゴミに一部を押し潰され、肉体を復元させるために作った白骨ゾンビやゾンビ化させた生物を食らっていた。ただ潰された時点で「レアレアモン」としては既に絶命しており、今は残った生存本能だけで活動している状態にある。
近づけば毒を撒き散らす上にひたすら暴れるレアレアモンを止めるため、宙たちはデジタマに還すことを決意。完全体に進化したガンマモンたちの連携攻撃で体内のガスボンベを爆破されて焼失、デジタマに戻された。
ドウモン
声 - 緑川光
第38話に登場。完全体。陰陽師の式服を身に纏った黒色の狐系デジモン。大昔に滅んだ北条氏再興のために式神を使って人間を攫い、赤い札に変えて戦力の式神を作り出し、葉櫻学院の姉妹校の行事の手伝いで鎌倉に来ていた宙を、北条の若君（声 - 沢木郁也）の依代として誘拐した。
実は彼も人間界の陰陽道を極める旅の道中で鎌倉に寄った際、北条氏の怨念に意識を乗っ取られていた。カノーヴァイスモンに倒され怨念から解放されると人間を元に戻し、宙たちに感謝を述べつつ再び旅立った。
カルマーラモン
声 - 名塚佳織
第40話に登場。ハイブリッド体。水の力を司るイカ型の人魚のようなデジモン。ゲートを潜った際の捻れるような感覚に快感を覚え、音波であらゆる物が渦を巻いて捻じ曲がる怪現象を海沿いの街で引き起こしていた。捻れを「ギュルルル」、直進を「シュパパパ」と独特な表現をする。
水上にて無類の強さを誇るも、激闘の末にカノーヴァイスモンの「メテオルクス」を受けて敗北するが、この時に「直進」にも美しさを見出して改心。捻じれさせたものを元に戻し、人間界の「美しさ」を見つける旅に出た。
ピエモン
声 - 山路和弘
第41話に登場。究極体。神出鬼没な正体不明の魔人型デジモン。神出鬼没のサーカス「ピエール・ドリームサーカス」の団長に扮して配下を率いて人間界を転々とし、招待状を受け取って参加を決めた人間の子供を攫っては危険な演目をやらせて、結果問わずにトランプのカードに変化させていた。
配下に攫われたアンゴラモンの跡を追ってきた瑠璃と宙と遭遇し、子供たちの解放を賭けて瑠璃とトランプゲームに興じるも敗れ、約束通りにトランプにした子供たちを解放し、サーカスのテントごと姿を消した。
メフィスモン、オポッサモン、フレイウィザーモン、ランクスモン、トブキャットモン
声 - 斉藤次郎（メフィスモン） / 白石涼子（オポッサモン） / 近藤孝行（フレイウィザーモン） / 山口太郎（ランクスモン） / 菊池こころ（トブキャットモン）
第41話に登場。メフィスモンは完全体、オポッサモンとフレイウィザーモンとランクスモンは共にアーマー体、トブキャットモンは成熟期。ピエモンの配下兼「ピエール・ドリームサーカス」の団員のデジモンたち。
オボロモン
声 - ボルケーノ太田（赤） / 塩屋浩三（青） / 池水通洋（黒） / 増谷康紀（黄） / 中根徹（緑）
第42話に登場。完全体。骸骨の武者のような姿をしたアンデッド型デジモン。人間界で他の個体を統べるリーダーを、定めた期間に捕まえた人間の総数で決めるべく、次々と襲撃した。各個体の同じ色を掲げると、同胞と認識して襲わない習性を持つ。
各々が宙や瑠璃を含めた人間を攫い、勝負の結果、赤い個体が勝者の証として攫った全員を変化させたスカーフを巻きつけ、ガンマモンたちを圧倒するが、宙に危害を加えたことで激怒し、暴走状態に覚醒したガンマモンが進化したグルスガンマモンの「デッドエンドスキュアー」を受けて絶命。他の個体もグルスガンマモンに力を食われて「色」と戦意を失い、グルスガンマモンを「漆黒の覇王」と呼びつつ逃げおおせた。
アイズモン
声 - 中尾隆聖
第43話に登場。成熟期。様々な情報を蓄積し、自らを強くする能力を持つ無数の目玉が付いた影のような竜型デジモン。エマを始めとする詮索好きな人間の目を乗っ取り、人間の体に次々と浮かび上がらせる赤目を介して集めた情報を捕食していた。
清司郎の作戦で誘き出され、影に潜伏する能力で自身の目的を邪魔したガンマモンたちを翻弄するが、進化したカノーヴァイスモンの放つ光の眩しさに驚いて出てきた所を、「メテオルクス」で小型の「スキャッターモード」に分離され、さらに追撃・一掃されて虫かごに捕獲される形で敗北。二度と悪さができない様、コミュニティサイトで管理されることになった。
アンティラモン
声 - 鈴村健一
第44話に登場。完全体。体内の気の流れを操るウサギのような聖獣型デジモン。3体1組で行動し、普段は身体を小さくしている。ジェリーモンが作った配達サイト「MY NO JELL」の運営に協力し、様々な物体を作り出して配達を行っていた。実は自身の能力を応用して建造物から吸収した鉄分から物体を作っており、それが原因で建造物が錆びつくなど急速に劣化し、振動騒ぎを頻発させていた。
真実を知ったジェリーモンからキャンセルを命令されるも、「注文した本人（深津）のパソコンからしか受け付けない」と拒否した上に、仕事の邪魔をしたと能力を最大限に活かした戦法で宙たちに襲い掛かり、カノーヴァイスモン、ラモールモンを活動限界ギリギリまで追い詰めるが、ジェリーモンが深津のパソコンから注文を全てキャンセルして沈静化、倒壊しかけた寮を修復した。
本人たちに悪気は無く、デジタルワールドで他のデジモンや北斗に能力を褒められたことから、もっと他人を喜ばせたい一心で事態を引き起こしてしまい、事情を知った清司郎の計らいでリサイクル工場に住み着いた。
パブリモン
声 - 山口勝平
第45話に登場。成熟期。特ダネ探しに人生を賭ける、サザエのような貝殻のフードを頭に被ったデジモン。不特定多数に自分の作った「パブリニュース」なるメールニュースを送りつけ、作り出した手足を操って強引に記事を現実のものにして読者を増やそうと目論んだ。もし記事を批判する者がいればその人物に犯行予告とも取れる記事を送りつけて、殺人紛いな行為をするのも厭わない危険人物でもある。
声優アイドル「D★topics」のメンバー・杏奈が自身の記事を批判したことで、生配信番組を利用して彼女を殺害しようと目論み、番組の料理対決で杏奈が最下位になったために「上空10000mからのスカイダイビング」という罰ゲームを同日中に決行し、杏奈やインストラクターを襲撃。追跡していたカウスガンマモンと空中での攻防戦を繰り広げるが、攻撃に夢中で自身のパラシュートを破損させたことに気付かずに墜落。宙たちがそれに気付いて助け出そうとするも間に合わず、そのまま地面に衝突したのが致命傷となり、自業自得という形で自滅した。
オウリアモン
声 - 池澤春菜
第46話に登場。完全体。独特な香りで誘き寄せた昆虫型デジモンを、巨大な花弁で喰らいつく食虫植物型デジモン。ターゲットの人間に植え付けた種が見せる水草に襲われる幻覚で入水させないように仕向け、自身が好む悪臭が強まった頃合いを見て捕食しようと目論んだ。
種を植え付けたコタロウをじわじわと追い詰め、調査していた宙たちも捕縛して食べようとするが、ジンバーアンゴラモンの口車に乗せられ自ら拘束と芽を解いて反撃を許し、瑠璃たちが投げつけたスプレーの臭いで苦しんでいる隙に、スプレーのガスの引火で威力が高まったベテルガンマモンの「ソルブロー」で倒された。
過去にデジタルワールドで北斗に料理を振る舞ったことがあり、その際彼から「人間も長く風呂に入らないとこの料理のような臭いになる」と聞かされたことで怪現象を引き起こしてしまい、事情を知りクロックモンに相談した宙たちの提案を受け、以降は食べ物系動画配信者として活動することにした。
ナノモン
声 - 島田敏
第47話に登場。完全体。相手のデータを狂わす能力を持つ極小サイズのマシーン型デジモン。致命傷を負い、デジタマに還ることを拒むシェイドラモンに接触し、彼のデータを結晶化させた「記憶の種」を清司郎の友人・保に埋め込み、復元を試みた。だが本人は2人を単に実験体として利用しただけに過ぎず、人間を利用して記憶を残したまま復活を繰り返し、永遠に生き延びることを目論んでいる。
歪な姿になった両者の肉体を乗っ取って宙達に攻撃を仕掛けるも、テスラジェリーモンがエスピモンを利用した電磁石の要領で引き剥がされて敗北し、シャーレで捕獲された。その後も改心する様子を見せず、このことからアンゴラモンからも今後も非道な実験を続けるだろうと危惧したが、シャーレに入ったままブラックテイルモン Uver.に回収され、デジタルワールドへと連れて行かれた。
シャンブルモン
声 - 佐藤せつじ、真殿光昭、半田裕典、宮原弘和
第48話に登場。成熟期。後述するマッシュモンと酷似したピンク色のキノコ型デジモン。可愛らしい姿だがその本性は悪辣で、サーバーにアクセスして手に入れた情報を元に、瑠璃を含む花嫁を自分たちが食べるキノコの菌床にすべく、連続で誘拐事件を引き起こした。
デジヴァイスを着けた宙たちのキノコを食べたことでパワーアップ・実体化を果たして窮地に追い詰めるも、清司郎のキノコを食べたことで身体に異常をきたし、逆に清司郎のキノコでパワーアップしたテティスモンに敗北。その後、キノコを栽培させる労働力にしようとするゲレモンたちに連行された。
ウィッチモン
声 - 潘めぐみ
第49話に登場。成熟期。風と水の魔法を駆使する魔女のデジモン。人間界のハロウィンの日に力が高まったのに乗じて、瑠璃の友人・詩織をはじめとした魔女に仮装する人間の女性に目玉を飲ませて眷属の魔女を増やし、魔女だけの世界を築こうと目論んだ。ただ、この事態を起こしたのは「仲間が欲しい」という切実な願いの裏返しである。
カウスガンマモンや援護に駆けつけたパンプモンの乱入にも臆せず力を見せつけるも、ハロウィンの日が終わり、力を大きく失ったことで降参。宙たちと和解した後に消えた。また、この際にデジモン内で噂の「漆黒の覇王」なのかとガンマモンに聞いている。
プッチーモン
声 - 本渡楓
第50話に登場。アーマー体。対象の心を沈静化させる力を持つ、人間に友好的な妖精型デジモン。東京での友人作りに悩む深津の前に現れると暮らし始め、「ハートナービーム」で手助けをしたりと良好な関係を築いていった。自身が助ける度に「お返し」を求めてくるが、自分の行動と同じ行動を取らせることだと思い込んでいる。後に下記のメイクラックモン：ヴィシャスモードに進化した。
メイクラックモン：ヴィシャスモード
声 - 本渡楓
第50話に登場。完全体。プッチーモンが進化を遂げた、猫の獣人のようなデジモン。精神面はプッチーモンのままだが、進化前より「お返し」の欲求が強まり、事あるごとに深津にそれを要求し、終いには自分と同じ姿に矯正して今までの分の「お返し」をして貰うという考えに至るまでになった。
そのことに恐怖を覚えた深津を追跡する際に擬似デジタルワールドを展開した宙たちを敵と見なして襲いかかるが、激闘の末に沈静化。彼らから人間とデジモンの違いを理解すると、深津が人々と仲良くなれるよう敢えて彼を突き放す発言をし、自ら身を引いた。
ダークナイトモン
声 - 三宅健太
第51話に登場。完全体。勝つためなら手段を選ばないが、高い実力を持つ騎士型デジモン。突如として出現した人間界に繋がるゲートから首を出して調べようとした所、急に閉じた拍子で首が取れてしまい、それを取り戻すために気配を感じる人間に接触、心当たりがないと判断すると「ショルダーブレード」で首を切り、その人間を首無し騎士の亡霊へと変えさせていた。
歴史研究会の部室から首を見つけた宙によって、亡霊に変えた生徒や教員たちを元に戻すことを条件に返却されたが、首に刻まれた記憶から人間たちにぞんざいに扱われたことを知り、騎士としてのプライドを傷つけられたと激昂。今度は人間を滅ぼそうと暴れ出すが、北斗から託されたDimカードの力で宙たちのデジヴァイスが進化しワープ進化が可能になったカノーヴァイスモンとの一騎打ちの末に胸の鎧の装飾が折れたことで潔く敗北。二度と人間を襲わないことを宙たちに約束すると、自らの未熟さを鍛え直すべく修行の旅に出た。また、その際に装飾を補修するためとして瑠璃からテープを受け取った。
シャウジンモン
声 - 平田広明
第52話に登場。完全体。天界から追放された、沙悟浄に似た姿の魔人型デジモン。罪滅ぼしのために、首元の数珠で邪悪な本性を抑制している。
とある町にある湖「千憧湖」に仲間のガワッパモンたちとひっそりと暮らしていたが、最近建造されたIT関係企業の工場から漏れ出した化学物質による水質汚染の影響で数珠が破損したことにより理性を失い凶暴化、湖に来た人間を引き摺り込んで捕食しようとし、後に実体化を果たして人間狩りを決行しようとした。
数珠の破損の影響で解放されたパワーや得意の水中戦で宙たちを追い詰めるも、ワープ進化が可能になった瑠璃のラモールモンの「豪怨毀永斬」を受け敗北。テティスモンの「ドクテアーゼ」で数珠を修復されたことで正気に戻り謝罪し、このような事態を二度と起こさない様、仲間と共に人間の手の届かない山奥へと姿を消した。
バアルモン
声 - 櫻井孝宏
第53話に登場。完全体。あらゆる知識に精通する博識な魔人型デジモン。彼の持つ「アッピンの紅い本」には読者の魂と引き換えに知識を一つ授けてくれるという。
京都府の鷺ノ川神社に潜むデジモンで、そこにやって来た修学旅行中の清司郎の知識に興味を持ち、知識比べを毎晩繰り広げていた。清司郎は知識欲しさに勝負を続けていったがその結果、記憶を失って他人を信用できない性格に豹変してしまう。
清司郎を元に戻そうとやって来た宙たちとも知恵比べを行うが、自身が網羅していない豆知識と一緒くたにされたことに激怒し襲いかかるも、一部の記憶を取り戻した清司郎とワープ進化したテティスモンが出題した問題に不正解したことで敗北。奪った知識を全て返し、知識の探究に励むために京都へ帰っていった。
フジツモン
声 - 竹本英史（リーダー） / かないみか
第54話に登場。レベル不明。後述するオクタモンと共生関係にあるフジツボのような小型デジモン。対象に起こりうる未来を予知する能力を持つ。ただ人間の肉体ではその力に耐えられず、ツノが生えて頭痛に見舞われる上に、いずれオクタモンの姿に変質してしまうという。
オクタモンと仲間割れを起こしたことで彼のもとから離れ、宙やエスピモンを含む様々な人物に取り付いていた。事態を収束させるため、宙が危険も承知でエスピモンに取り付いたリーダーの個体の居場所を突き止め、ガンマモンの説得でエスピモンの意識が戻り、口の中から追い出された。その後、オクタモンの全身全霊の謝罪を受け入れて和解し、彼のもとへ帰還した）。
バステモン
声 - 生天目仁美
第55話に登場。完全体。猫の女神と呼ばれる秀麗な獣人型デジモン。猫が人間を支配する世界を作るべく、猫又に変えた猫を使って、自分たちのペットにする人間の選別を行おうとした。
戦闘では、完全体にワープ進化した3体のパートナーデジモンの攻撃を軽い身のこなしで回避し、「ヴァンパイアダンス」でラモールモンのエネルギーを吸収して「ヘルタースケルター」で操った。続けてテティスモンも操ろうとするも、瑠璃が持ってきた野菜を用いて生成したマタタビと同じ成分を誤って取り込み怯んだ隙にカノーヴァイスモンの「メテオルクス」が直撃し、マタタビで眠って無力化。その後は操った人間や猫を解放し、しばらくは人間界の様子を見守ることにした。
クズハモン
声 - 浅野まゆみ
第56、64話に登場。究極体。長い時を生きた狐系デジモンが進化するという神人型デジモン。人間を「穢れた存在」と一方的に捉えて自我を抜き取って木製人形に変え、最終的に穢れを祓うために人間界を焼き尽くそうと目論んだ。
街にいるほとんどの人間を人形に変え、宙をも人形に変えようとしたが、カノーヴァイスモンと対峙。「裏飯綱」で繰り出した管狐を駆使した戦法で追い詰めるも、カノーヴァイスモンが究極進化を果たしたシリウスモンに敗北。この一戦で人間とデジモンとの交わりを知ったことで潔く矛を収め、事件に関する記憶を消した上で人間を元に戻し去っていった。また、その際に自分たちを人間界に送り込んだクオンタモンの存在を仄めかしている。
第64話では、ゲートを開けてクオンタモンに会うべくデジタルワールドへ向かおうとする宙たちを手助けした。
リリスモン
声 - 園崎未恵
第57話に登場。究極体。麗しい容姿と共に「〜でありんす」といった特徴的かつ巧みな言葉で相手を惑わす、女性の魔王型デジモン。デジタルワールドで行った「天使狩り」を人間界で決行しようとし、自動運転機能付きのタクシーを使って次々と人間をタクシーの燃料も兼ねて誘拐、呪いを施して狩猟対象の「天使」のもとへと案内させようとした。
部下のケルベロモンを宙たちに撃破されたことから自ら戦線に参加し、凄まじい殺気と魔王型に恥じない戦闘力で圧倒するも、シリウスモンと激戦の末に角をへし折られる。戦闘後にその実力（および内に宿るグルスガンマモンの存在）を認め、仲間に勧誘しようとするが断られ、一先ずは自ら開いたゲートを通りケルベロモンと共に撤退した。その際、クズハモンと同様にデジモンたちを人間界に送り込んだクオンタモンの存在を仄めかしている。
ケルベロモン
声 - 志村知幸
第57話に登場。完全体。3つの頭を持つ犬型デジモンで、リリスモンの配下。状況に応じて生体砲を両腕に備えた「人狼モード」という姿に切り替えることも可能。リリスモンの邪魔をした宙たちを人狼モードに変身して襲い掛かるも、ラモールモンとテティスモンに敗れた。
エンシェントスフィンクモン
声 - 木下浩之
第58話に登場。究極体。闇の力を司る伝説の超古代デジモン。古代デジタルワールドの絶対的な権力者であったファラオモンを人間界に降臨させ、人間界をかつての古代デジタルワールドと同じ世界に作り変えようと企む。そのため、人間に次々と問答を仕掛けて答えられなかった人間を石材に変え、巨大なピラミッドを建造しようとした。
石材にされた人間たちを救うべく、ファラオモン降臨を阻止しようとする瑠璃を、ピラミッドの頂上の石材「キャップストーン」にしようと襲いかかり、絶大な力で相対する全員を圧倒。だが、ラモールモンが究極進化を果たしたディルビットモンに押され、最後は「ネクロエクリプス」で死の世界に葬ろうとするも逆に自身が放り込まれ、自滅という形で消滅した。
トノサマゲコモン
声 - 速水奨
第59話に登場。完全体。ちょんまげのような触覚を生やした、巨大で真っ赤なカエルのような姿をしたデジモン。人間界に伝わる児雷也に憧れを抱き、「児雷也」となる人間を背中に乗せて「コブシトーン」で悪事を働く人間をデータの破片に分解し回っていた。乗せられた人間は徐々にトノサマゲコモンの肉体と同化し、人面瘡のようなイボに変質してしまう。
周囲の人間たちを守るため、「児雷也」と名乗り出た清司郎を乗せながら町中を転々としていたが、一体化してしまう。清司郎を助けにきた宙たちを、清司郎を消した犯人と誤解して襲い掛かるが、いたぶられたまま暴走状態に覚醒したガンマモンが進化したグルスガンマモンから「イボガエル」と蔑んだ上、一方的に甚振られてしまうが、宙やゲコモンが仲裁に入ったことでグルスガンマモンが戦いの手を止め、一命を取り留めた。
その後、ゲコモンが回収したデータから人間を元に戻した後は、密かに事の顛末を見ていた芽琉の家に住まうことになった。
クティーラモン
声 - 石上静香
第60、64話に登場。究極体。ネットの海の奥底に潜む「海の死霊」と呼ばれる、ずる賢い妖精型デジモン。人間界を探索していた所で身体が干からび行動不能に陥ってしまったが、手下のハンギョンたちが人間の生命力を基に作った特殊な水を取り込み復活、自分たちが楽しめる場所を増やそうと人間界を水没させようとした。普段は海神市の山奥の神社にミイラとして祀られている。
可愛らしい姿とは裏腹に高い戦闘力を持ち、水中戦でテティスモンを圧倒し、サブマリモンの中にいる清司郎を溺れさせようと攻め立てる。しかし、テティスモンが究極進化を果たしたアンフィモンの「ライバーンブレイク」で敗北。「人間と仲良くすると良い」と言うアンフィモンのアドバイスを受けて改心・和解した。デジモンたちを人間界に送り込んでいるクオンタモンについては何も知らなかった。
第64話ではGRB因子の影響で凶暴化したダゴモンをデジタルワールドへと送還しようとするブラックテイルモン Uver.を乗せて現れる。
ハンギョモン
声 - 幸野善之、宮原弘和
第60、64話に登場。完全体。名前の通り半魚人のようなデジモンで、クティーラモンの手下。複数体おり、干からびて身動きできないクティーラモンを復活させるため、人間たちを襲って生命力を水として吐き出させ、その水で町を水没させた。
第64話ではダゴモンによって半魚人にされた人間を避難させた。
ムーンミレニアモン→ ズィードミレニアモン
声 - 谷昌樹
第61話に登場。究極体。時空を行き来し、あらゆる時代や世界に破壊をもたらす、災厄の如きデジモン。データの屍から蘇りデジタルゲートを通った際、誤って死なせた女性・神野愛美と融合。彼女の身体と記憶を悪用して、彼女の婚約者の透からエネルギーを吸い取り、人間界に顕現しようとした。
透と琴葉と清司郎のエネルギーを取り込んだことで、愛美の身体を体内に取り込んでズィードミレニアモンに変貌。人間界を滅ぼそうとするが、取り込んだ愛美が弱点になってしまい、そこにシリウスモンとディルビットモンの同時攻撃を受けて敗北した。その後は元のムーンミレニアモンに戻って休眠状態になり、宙が保管している。
イビルモン、ツメモン
第61話に登場。イビルモンは成熟期。ツメモンは幼年期。愛美に取り憑くムーンミレニアモンに呼び寄せられたデジモン。井頭家で怪現象を引き起こしていた。
クラヴィスエンジェモン
声 - 杉田智和
第62話に登場。究極体。「契約」を司る力天使型デジモン。人間界に迷い込んだデジモンたちに安住の地を与えようとアオイの住むマンションを乗っ取り、「ザ・キー」を用いてそこに住まう人間たちを排除しようとした。
本来デジモンしか使用することが許されない鍵をエスピモンがアオイの救出に使ったため、それに怒り出現。ラモールモンとアンフィモンを「ザ・キー」で封印するも、初進化したホバーエスピモンの加勢を受けたシリウスモンに敗北。宙からこれから居住するための3つの契約を承諾し和解、その場を後にした。
クオーツモン
声 - 小杉十郎太
第63話に登場。究極体。頑丈な天球儀のような外殻を持った異形な超巨大デジモン。人間の生命エネルギーを奪うために小型の天球儀型の分身体を送り込み、分身体が促進させる空腹感で多くの人間を苦しめ、過剰な暴飲暴食を行わせた。
瑠璃を始めとする生命エネルギーを奪われた人間たちを助けようとする宙と対峙し、規格外の戦闘力で追い詰めるも、シリウスモンの必殺技を受けて外殻に大きな損傷を受けて戦闘不能に陥った。
実は悪意は無く、保護している人間界に迷い込んだ無数の幼年期デジモンを生かすためにエネルギーを集めており、アンゴラモンたちの説得を受けて幼年期デジモンの保護を任せ、奪った人間の生命エネルギーを返却・和解した。
ダゴモン
声 - 松山鷹志
第64話に登場。完全体。「海底の破戒僧」の異名を持つ、クトゥルフのような姿の水棲獣人型デジモン。普段は海底に潜んで特殊な霧を発生させ、その霧に飲み込まれた人間を半魚人に変え、理由も無く眷属を増やし続けていた。
デジタルワールドで発生したGRB因子の影響で凶暴化している状態であり、正体を表した後は黒色に変色して、幻覚や強大化したパワーで宙たちを圧倒するも、シリウスモンと交戦した後はブラックテイルモン Uver.が発生させた結界に閉じ込められ、そのままゲートの向こうへと消えた。
ラフレシモン
声 - 渡辺明乃
第65話に登場。究極体。寿命の短さから「奇跡の花」と称されるラフレシアのような可憐なデジモン。デジタルワールドで発生したGRB因子の影響で凶暴化し、自分だけが永遠に生きながらえようとコンパイラ大森林に住まうデジモンたちを花弁にして取り込んでいた。
クオンタモンに会うべくデジタルワールドにやって来た宙たちを次々と花弁に変えて吸収し、シリウスモンまで取り込むが、彼に潜む暗黒の力の影響で身体に異常をきたし、花弁化した全員を吐き出した後、枯れ果てる形で死亡した。

### 空中都市のデジモンたち
クオンタモン
声 - 早見沙織
第67話に登場。デジタルワールドの空中都市に潜んでいる妖精型デジモン。究極体。デジモンたちを人間界に送り込んでいた張本人であり、クズハモンやリリスモンは「彼奴（あやつ）」と呼び、その存在について言及した。また、ブルムロードモンから「主（あるじ）」と呼ばれ慕われている。
量子コンピューター以上を豪語するほどの解析能力を用いて、双方の世界のより良き未来のために数え切れないほどのシミュレーションを行い、どれも壊滅的な結果になった要因の「人間の感情」に興味を持ち、様々なデジモンを人間界に転送してはデータを収集・解析を行っていた。その一方で、人間の技術者たちにデジタルゲートを開く機能を秘匿したデバイス類を発明するように仕向けていた（そのお陰で、北斗はデジヴァイスを発明できた）。やがてデジタルワールドでGRB因子による黒い浸食が広がったため、デジモンたちをGRB因子から守るべく人間界に避難させてデジタルワールドを隔離、両世界の接続を遮断していた。
宙たちの対話の末に「人間とデジモンが共存した世界を作る」という僅かな可能性を信じる彼らにさらに興味を持って、未来実現のために未開拓の新世界を創造した。
ブルムロードモン
声 - 池田秀一
第65話から登場。究極体。純白の鎧に身を包む騎士のような植物型デジモン。黒い浸食によって凶暴化したデジモンを数多く倒してきた。
デジモンを人間界に送り込んでいるクオンタモンを「主」と慕い、仕えている。そのクオンタモンを探すために空中都市を訪れた宙たちを悪しき者と誤解して彼らに立ち塞がる。ディルビットモンとアンフィモンを簡単に拘束するほどの桁違いの戦闘力を持つ。黒い浸食の元凶であるグルスガンマモンが姿を現すと、彼が暗黒超進化したレグルスモンと一騎打ちするも、追い詰められる。ガンマモンとグルスガンマモンの内なる世界に飛ばされてからも、満身創痍の体でレグルスモンに立ち向かおうとするが、戦わせてほしいと懇願するディルビットモンとアンフィモンの声を聞いたことで宙たちを悪しき者ではないと誤解を解き、彼らを解放した。
ブラックテイルモン Uver.
第1、8、13、14、20、27、31、47、51、61、64、67話に登場。成熟期。デジタルワールドと現実世界を行き来する、黒猫のような配達員の姿をしたデジモン。クオンタモンの送り込んだデジモンをデジタルワールドに送還する役割を仰せつかっている。
一部のデジモンにも存在を知られており、第20話では宙たちと知り合いと誤解するデジモンが現れた。第27話では氷漬けのスプラッシュモンを回収した際に、宙から父宛ての手紙を預かり、第31話にて返事を届ける。
第47話ではナノモンとシェイドラモンのデジタマを回収するために姿を現し、その際に宙の手紙を再び預かった。
第51話ではデジヴァイスのセンサーを強化させる3枚分のDimカードを同封した北斗のメッセージをガンマモンに届けた。
第61話ではムーンミレニアモンを回収しようとしたが、宙が預かると決意したため、顔を会わせずに去って行った。
第64話ではGRB因子の影響で凶暴化したダゴモンをデジタルワールドへと送還しようとするためにクティーラモンに乗って現れた。
ブラックアグモン、ブラックガルゴモン、ブラックグラウモン
それぞれ第13、21、42、59、67話に登場。ブラックアグモンは成長期、ブラックガルゴモンとブラックグラウモンは成熟期。ガンマモンがグルスガンマモンに進化した際に、物陰からその様子を見ていた黒色のデジモンたち。ブラックグラウモンは第59話にも登場している。その正体はクオンタモンの命令でグルスガンマモンを監視していたデジモンで、体内に持つ“ブラックデジトロン”の効果でGRB因子への耐性を持っている。

### その他のデジモン
ボコモン
声 - 沼田祐介
第9 - 13話に登場。成長期。図書館で出会った博識なデジモン。宙たちにデジモンの知識を教えることから、「ボコモン先生」と呼ばれていた。ガンマモンのことを可愛がっており、よくチョコをプレゼントしている。宙たちのことをデジモンと人間の橋渡しになる存在として期待していた。
第13話ではデジモンが何者かに殺されている事件の解決のために宙たちと行動を共にしていたが、その犯人であるシールズドラモンのナイフ攻撃からガンマモンを庇い死亡。彼のデジタマはブラックテイルモン Uver.に回収された。
バクモン
声 - 折笠愛
第9 - 13、22、39、57話に登場。成長期。ボコモンの助手で、語尾に「〜っす」と付けて話す。デジモン内の噂に詳しく、デジモンの正体にいち早く気づくこともある。腕につけている「ホーリーリング」の力で対象にかけられた異常を正常化する能力を持つ。ボコモンが死んだ際は彼が宙たちに期待していたことを教え、ボコモンの死に泣いているガンマモンを慰めた。
第22話ではピロモンが見せた悪夢によって生み出されたスカルグレイモンによる被害を受けた人間たちのケアを行っており、ガンマモンの悪戯で壊れたスマホの修理のために現場へ駆けつけられない宙の代わりに清司郎の元に急遽救援に駆けつけ、事件解決後に事の発端のジェリーモンを戒め（自身曰く「お仕置き」）のためにあえて治療を施さずに咎めた。
第39話では自身が不在だからという理由で、リュウダモンが変貌したギュウキモンを宙が勝手に合宿地に連れていってしまい、その事態を収束させるために協力し、解決後に宙を説教している。
第57話ではリリスモンにかけられた呪いを解除するためにギンリュウモンに同行する形で救援に駆けつけた。
エスピモン→ホバーエスピモン
声 - 小林由美子
第38話から登場。成長期。「さすらいのデジモン」を自称する宇宙服を着たモルモットのようなデジモン。情報収集と飛行能力に長けている。「アマノカワヒロ」なる人物を捜しているものの、宙のことは違うと一蹴しており、宙を「ニセ宙」と呼んでいる。実は北斗から宙を紹介した際に「（顔が）自分と瓜二つ」と言われたのを「（ジェリーモン曰く）北斗そっくりのコピー」と誤解しているために食い違いが発生しているが、本人はそれに気づいていない。
ドウモンに誘拐され操られた宙の救出に向かうガンマモンに協力し事件収束後は一旦別れるが、こっそり奪っていた宙の学生証を元に寮を突き止め、そこに居候する形で「アマノカワヒロ」捜しを続けている。
第54話では、釣り堀でオクタモンと喧嘩別れをしたフジツモンが口の中に入ったことで、肉体を乗っ取られてしまう。言葉を発さず、フジツモンのリーダーの行方を探す宙たちを攻撃したが、ガンマモンの必死の説得により洗脳から抜け出し、テスラジェリーモンに吐き出させてもらい、正気に戻った。
これまではサポートに専念していたが、日増しに怪現象を起こすデジモンの力が強大になり、ガンマモンたちが究極進化できるようになったのを機に進化したいと願うようになり、第62話で宙とシンクロし、ホバーエスピモンに進化できるようになった。また、それと同時に宙こそが本物の「アマノカワヒロ」であることを理解した様で、普通に「宙」と呼ぶようになった。
エアドラモン
声 - 置鮎龍太郎
第38話から登場。成熟期。アンゴラモンがクロックモンから紹介されて知り合ったドラゴン型デジモン。宙のいる鎌倉へと向かおうとする瑠璃たちを乗せてくれた。その後も宙たちの移動手段として度々登場する。自身を「神」と豪語するほどプライドが高い性格で「あれ」「それ」など適当に呼ばれると機嫌が悪くなる。そのため、初対面時に無礼な物言いをしてきたジェリーモンを嫌っている一方、瑠璃とは相性が良くその性格を気に入っている。
リュウダモン→ギンリュウモン
声 - 菊池正美
第39話から登場。成長期。黒い鎧兜を着込んだようなドラゴン型のデジモン。北斗とはデジタルワールドでの知り合いであり、人間界に来た影響で望まぬままギュウキモンに暗黒進化したことで、彼の息子・宙の元へと相談にやってきた。宙と共に葉櫻学院の合宿地に連れられるも徐々にギュウキモンとしての意識が蝕み暴走したことで、合宿に参加していた宙のクラスメイトに毒液を流し込んで次々とギュウキモンの姿に変えていくが、バクモンの助言で現れた額の旧型パーツを介し、宙がデジヴァイスを用いてあるべき姿の記憶を思い出させたことで、元の姿へと戻った。
第48話ではシャンブルモンたちに宙とガンマモンが攫われたことを知り、今度は自身が彼らを助けるべくギンリュウモンへと進化を果たした。
ギュウキモン
声 - 菊池正美
第39話に登場。完全体。リュウダモンが人間界の影響を受けて暗黒進化してしまった姿。牛の上半身と蜘蛛の下半身を持つキメラのようなデジモンで、デジタルワールドでも忌み嫌われている危険な存在。一方的な勝負を仕掛けては負かした相手に毒を流して同じギュウキモンに変えてしまうという。当初は進化が不完全な状態だったために蜘蛛のような小さいサイズだったが、毒を注入する度に元の大きさを取り戻していった。
チューモン
声 - 角倉英里子
第2話に登場。成長期。ネズミ型のデジモン。宙とガンマモンが道端で遭遇し、茂みに隠れていった。
ヨウコモン
声 - 千葉進歩
第6話に登場。成熟期。宙と瑠璃らがホログラムゴースト巡礼をする中で、神社で出会ったデジモン。財布を落とした老婆を助けたことで噂を聞いた人間が興味本位に神社に来るようになってしまい、迷惑がっていた。
フライビーモン、エレファモン、キウイモン、ユニモン、サンダーボールモン、コクワモン、コカトリモン
声 - 小野将夢（フライビーモン） / 山口太郎（エレファモン） / 元吉有希子（キウイモン） / 高塚正也（ユニモン） / 沼田祐介（サンダーボールモン） / 浦和めぐみ（コクワモン）
第8話に登場。フライビーモンとエレファモンはアーマー体、キウイモンとユニモンとコカトリモンとサンダーボールモンは成熟期、コクワモンは成長期。シスタモン シエルがメタルファントモンと契約を結んだレースに参加させられたデジモンたち。
ムーチョモン、フローラモン、ドクネモン、エレキモン（赤）、ラブラモン、ポテモン、ガワッパモン
声 - 高橋花林（ムーチョモン） / 斉藤明日美（フローラモン）
第11話に登場。ポテモンとガワッパモンは成熟期でそれ以外は成長期。アンゴラモンが参加する、デジモンたちの集会の中の知り合い。
モニタモン
声 - 龍田直樹
第13話に登場。成長期。クロックモンの仲間のテレビモニターのような顔が特徴のデジモン。サラマンダモンがシールズドラモンに暗殺された現場を目撃し、それを録画してモニターに写した上で宙らに警告した。
ゴリモン、サラマンダモン、フライモン、モノドラモン
声 - 高戸靖広（ゴリモン）
第13話に登場。ゴリモンとフライモンは成熟期、モノドラモンは成長期。シールズドラモンによって暗殺された。サラマンダモンは先述した34話に登場したものとは別個体。
サンフラウモン
声 - 今野宏美
第13話に登場。成熟期。着物が欲しいとジェリーモンに話した。
コエモン
声 - 津村まこと
第14話に登場。成長期。パチンコや投げ縄など道具の扱いに長けた緑色の子猿のデジモン。とある旅館に住み着いており、自分が懐いていた年配の女将がいなくなった寂しさから、座敷童として悪戯を頻発させていた。
旅館から一歩も出たことが無く、宙たちに教えられた外の世界に期待を抱いたことで実体化し、置き手紙から女将が遠くで元気に過ごしていることを知り安堵すると、まだ見ぬ世界の旅に出た。
モリシェルモン
声 - 松野太紀
第16話に登場。成熟期。元々キャンプ場の森に住んでいた巨大な貝のようなデジモン。人間に対して好意的な印象は持っていないが、最近森に住み着いたジュレイモンの霧で森に迷い込んだ人々を助け、退治のために宙に協力した。
アイスモン、ユキダルモン、スワンモン、ペンモン
声 - れいみ（アイスモン） / 松嶌杏実、木村真悠、斉藤明日美（ユキダルモン）
第17話に登場。ユキダルモンとアイスモン成熟期、ペンモンは成長期、スワンモンはアーマー体。フロゾモンが保護したデジモンたちで、彼の案内のもと、寒冷な地域へと移り住むために同行している。フロゾモンを隊長と呼んで慕っている。
ホークモン→オルカモン
声 - 関根有咲、長江里加
第18話に登場。成長期→アーマー体。「行方不明になった人間の友達・カズマを探してほしい」と宙に頼みに来た。カズマを守りたいという想いからオルカモンに進化を遂げる。
マッシュモン
声 - れいみ（第18話）、龍田直樹（第28話）
第18話に登場。成長期。神社に住むキノコの姿をしたデジモン。「仲間のガジモンとカメモンが居なくなった」と清司郎に話した。
第28話では別個体が、アシュラモンの協力者として狩りやすい人気のない場所へと案内していた。ただ本人に悪意は無く、アシュラモンに嫌々付き合わされていただけであり、それに耐えかねて宙たちにアシュラモンがサッカースタジアムに向かおうとしていることを告げた。
エレキモン紫→サンダーボールモン、ガジモン→ハヌモン、ベアモン→グリズモン、カメモン→ガワッパモン、ハグルモン→ガードロモン、オタマモン、ツカイモン、ラブラモン、モノドラモン
声 - 大和田仁美（エレキモン紫） / 阪本久瑠実（ガジモン）
第18話に登場。どの個体も成長期（進化後は成熟期）。ピーターモンによって「ネバーエヴァーランド」に誘拐されたデジモンたち。ガンマモンとホークモンの進化を見て、大きくなりたい想いから進化を遂げる。
キャプテンフックモン
声 - 堀内賢雄
第18話に登場。完全体。デジタルワールドを巡航する海賊船の船長。見た目は大人なのに、心は子供のような純粋な気持ちに溢れていることを感じ取ったピーターモンを、船に乗せて連れて行った。
ピロモン
声 - 齋藤彩夏
第22話に登場。成長期。他人の夢を食べる代わりに、安眠をもたらす白い泡を出す能力を持つデジモン。その能力に目をつけたジェリーモンが「桜催眠療法」と称した快眠ビジネスを行うために呼び出された。しかし、人間の夢を食べ過ぎたことで悪夢を見せる紫色の泡を出すようになった上に、過去のトラウマからスカルグレイモンの幻影をも生み出してしまう。
モルフォモン
声 - 大和田仁美
第23話に登場。成長期。身体の一部が蝶の翅になったデジモンで、撒き散らす鱗粉によって効能が異なる。ネット内でうだつが上がらない女性研究者（声 - 松嶌杏実）に捕獲され、現在は使用されていない人工衛星「RMO-III」を介してSOS信号となる鱗粉をばら撒き助けを求めたが、同時に自身の恐怖心を含んだ鱗粉を吸ったデジモンの凶暴化事件を頻発させた。清司郎の解析で居場所が特定され、クロックモンによって無事救出された。
ポテモン、ヌメモン
声 - 川口莉奈（ポテモン） / 沼田祐介（ヌメモン）
第23話に登場。ヌメモンは成熟期。ポテモンは第11話に登場したものとは別個体。モルフォモンからのSOS信号を受け取って理性を失い、凶暴化して人間を襲ったがクロックモンによって回収された。
プラチナヌメモン
第26話に登場。究極体。デジタルワールドにいた頃のアンゴラモンとデジタマモンの回想に登場。
ムースモン
声 - ボルケーノ太田
第27話に登場。アーマー体。氷漬けにされたスプラッシュモンを回収するために現れたブラックテイルモン Uver.をソリに乗せていた。
エリスモン
声 - 宮原弘和
第29話に登場。成長期。デパートの近くにある、今は廃線になった地下鉄に潜むハリネズミ型のデジモン。清司郎を助けようとデパートの潜入を試みる宙たちに抜け道を案内した。
もんざえモン
声 - 入野自由
第30話に登場。完全体。相手を幸せにする力を持つ謎に包まれたテディベア型のデジモン。カヨノを利用して悪事を働くワルもんざえモンたちを止めようとし、宙や瑠璃たちと協力した。
ズバモン
声 - 津田美波
第31話に登場。成長期。自らを武器に変形させる能力を持つ「Legend-Arms」という種族のデジモンの一体で、剣に変形することができる。かつてムシャモンに負けた際に目に傷を負わされており、その借りを返すべくムシャモンと戦うジンバーアンゴラモンの武器として加勢した。
ゴブリモン、ハヌモン
声 - 中村光樹（ゴブリモン） / 半田裕典（ハヌモン）
第31話に登場。ゴブリモンは成長期。ハヌモンは第18話に登場したものとは別個体。ムシャモンの意識が宿る白鳥丸を手にし、辻斬りを行ったが刀によって生命力を吸い尽くされた。
メイクーモン
声 - チョー
第32話に登場。成熟期。壮年の男性のような言動をした猫型のデジモン。ベツモンの悪事の被害を受け、自身が本物だという自信を持てなくなってしまった。同じくベツモンの策略によって四面楚歌な状況に陥ったガンマモンの前に現れる。
ダルクモン
声 - 斎賀みつき
第35話に登場。成熟期。マンティコアモンを使役する天使系デジモン。どういう経緯かマンティコアモンを誤って逃してしまい、行方を探していた。マンティコアモンを正常にした後は瑠璃たちに謝罪し、去っていった。
シェイドラモン
声 - 檜山修之
第47話に登場。アーマー体。炎の力を操る凶暴な蛾のデジモン。全ての記憶を失くしデジタマに還ることを拒絶している。とある戦いに巻き込まれて死にかけた際、接触したナノモンに藁をもすがる気持ちで「記憶の種」なるデータの結晶と化し、人間の保の肉体を利用して復活を目論む。
理想とは程遠い歪な姿で実体化した上に、利用していたナノモンに操られてしまい宙に攻撃を仕掛けるも、ナノモンを引き剥がされたことで解放、さらにテティスモンの「アドゥワールド」で保の肉体と分離されたが、それでも死亡する運命は変わらず断末魔の叫びと共に消滅。デジタマに還り、ブラックテイルモン Uver.に回収された。
ゲレモン
声 - 浦和めぐみ
第48話に登場。成熟期。結婚式場の周辺に生息するデジモン。シャンブルモンの行方を追うアンゴラモンたちを彼らの根城に案内し、宙たちに倒されたシャンブルモンを連れて行った。
ゴツモン
声 - 粕谷雄太
第51話に登場。成長期。首を求めて彷徨うダークナイトモンが人間を襲う場面を目撃した。
また、第32話ではベツモンがガンマモンを欺くために変装した姿としても登場。本来のゴツモンはガンマモンの友人。
ガワッパモン
声 - 上村典子、中友子、斎藤彩夏
第52話に登場。先述した第11、18話に登場したものとは別個体。シャウジンモンの仲間で3匹おり、シャウジンモンを「お頭」と慕っている。湖の水質汚染の影響で暴走するシャウジンモンを必死で制止し、湖に近づく人間を警告したりと被害が拡大しないように尽力していた（しかし、その行動が人間たちの注目を惹く呼び水になってしまった）。彼らもシャウジンモンと同様、水質汚染の影響で咳き込むなど衰弱しており、後にテティスモンの治療を受けて全快した。
オクタモン
声 - 興津和幸、山口太郎
第54話に登場。成熟期。先述したフジツモンと共生しているタコのような軟体デジモン。一個体がゲームで負けたことを理由にフジツモンと仲違いしたことが原因で、彼らが人間やエスピモンに取り付いて怪奇現象を起こす遠因となってしまっていた。後にフジツモンに謝罪・和解したことで事態は丸く収まった。
ファラオモン
第58話に登場。かつてデジタルワールドの超古代文明を作り上げたという伝説の魔人型デジモン。人間界をかつての古代の世界に塗り替えようとするエンシェントスフィンクモンが人間界に顕現・復活させようとした。エンシェントスフィンクモンが消滅したことで、再度異空間へと消えていった。
ゲコモン
声 - 松野太紀
第59話に登場。成熟期。緑色のカエルのようなデジモンで、トノサマゲコモンの家臣。児雷也の大蝦蟇として悪人を成敗する主人を陰から支えている。
サブマリモン
声 - 菅原正志
第60話に登場。アーマー体。水中での環境に適した、キャノピー付きの潜水艦のような姿を持つデジモン。ハンギョモンが起こした怪現象の影響で水かさが増した場所から陸地を見ようと宙たちの前に出現。水中で身動きできない宙たちを背に乗せ、協力した。
ゴグマモン、ガードロモン、インプモン、オタマモン、クネモン、スナリザモン、ハグルモン、モノドラモン、ヒヤリモン
声 - ボルケーノ太田（ゴグマモン） / れいみ（インプモン） / 川口桜（クネモン） / 大和田仁美（ヒヤリモン）
第62話に登場。クラヴィスエンジェモンが乗っ取ったマンションの隙間の「13.5階」に住み着く、完全体から幼年期のデジモンたち。
ウパモン、カプリモン、サンモン、シャオモン、チッチモン、とりがらボールモン、パグモン、ピックモン、プカモン、プチメラモン、プスリモン、フリモン、ムンモン、モチモン、プロロモン、ホップモン、ポロモン、ミノモン、ヤーモン
声 - 後藤恵里菜（ウパモン)
第63話に登場。クオーツモンが保護した無数の幼年期デジモンの一部。
パラサウモン、 マメモン、ガジモン、スワンモン
第63話に登場。突如急激に人間界に現れ始めたデジモンたち。
ガムドラモン、パンダモン
声 - 川名真知子（ガムドラモン） / 藤井剛（パンダモン)
第64話に登場。リアルワールドに避難してきたデジモンたち。クロックモンが瑠璃たちに紹介し、クオンタモンの声を通じて人間界にやってきたことを伝えた。
テリアモン助手
声 - 多田葵
第64話から登場。北斗が連れてきたデジモン兼彼の助手として同行している。
ジャンボガメモン、パロットモン、ヒポグリフォモン、コカトリモン、ストライクドラモン、バケモン、ピョコモン、ユキミボタモン
声 - 蜜蜂ほのか（ピョコモン）
第65話から世界各国で確認された、人間界に避難して来たデジモンたち。
コカブテリモン
声 - 草野太一、川口桜
第65話に登場。デジタルワールドのコンパイラ大森林に住まうデジモン。GRB因子の影響で凶暴化したラフレシモンによって花弁に変えられ吸収されていたが宙たちに救出され、クオンタモンが潜む空中都市のことを教えた。
クワガーモン、ブラキモン
声 - ボルケーノ太田（ブラキモン）
第65、67話に登場。デジタルワールドで発生したGRB因子の影響で凶暴化したデジモンたちで、本来の生態関係を無視して争っていた。後に第67話でシリウスモンに敗れたグルスガンマモンがばら撒いたワクチンの効果で正気に戻った。

### その他の人物
天ノ河 北斗（あまのかわ ほくと）
声 - 高橋広樹
宙の父親。AI関係の開発者。デジヴァイスとDimカードを残して半年前（宙が入学した日）に失踪したが、ある日、ガンマモンを宙に送り届けた。現在はデジタルワールドにいるとされる。悪気はないものの、彼の言動がデジモンの怪現象の遠因となることもある。第64話にてテリアモン助手を連れて人間界へと帰還した。
野村 コタロウ（のむら コタロウ）
声 - 阪口大助
宙の友人。私立葉櫻学院中等部の1→2年生。第1話にてクロックモンに襲われて以降、度々デジモンが引き起こす怪現象の被害を受けている。チャラい性格で女性に対して下心があり、ナンパしたり、恋仲になるための策を練ったりしている。
柏木 ミカ（かしわぎ ミカ）、宇田川 アオイ（うたがわ アオイ）
声 - 田口奏弥（ミカ） / 関根有咲（アオイ）
瑠璃の友人である同級生。学校に通ったり、遊びに行ったりする時も瑠璃といつも一緒。彼女たちもデジモンの起こす怪現象に巻き込まれることもあり、フェレスモンの事件を機に瑠璃が自分たちの知らない秘密を抱えていることに勘づき始めるも、あえて詮索せずに彼女が自ら話す時まで待つことにしている。
新島（にいじま）
声 - 川口桜
宙と清司郎が通う私立葉櫻学院の男子寮の寮母。
大隈教授（おおくま）
声 - 掛川裕彦
大隈情報工学研究所の所長を勤める男性。清司郎の恩師。
深津 理久（ふかつ りく）　
声 - 岡本寛志
第44話より登場。宙と同じ葉櫻学院中等部に通う1年生で、宙の後輩。大阪出身で、関西弁で話す。
初登場時はジェリーモンが運営する配達サイト「MY NO JELL」のヘビーユーザーで、彼に頼めば欲しい物がすぐに手に入ると、すっかり寮の人気者となった。本人も東京での友人作りに思い悩んでいるらしく、今の状況に満足している一方、何かの拍子で信用が失うことを恐れている様子。
自身が商品を注文した裏で、アンティラモンが取り込んだ鉄分で商品を大量に作ったことにより、寮の劣化を知らぬ間に起こしてしまい、何とか教員に救助されるが、宙たちが落ち着かせたアンティラモンが寮を修復したことで、今まで注文してきた物品が消滅。翌朝、寮生たちからクレームをつけられ、一気に信頼を失くす羽目になった。
第50話で春に小学校を卒業した後に大阪から東京に引っ越す形で上京し、葉櫻学院に入学したことが判明。
ダイゴ
声 - 飛田展男
第7話に登場。鳥を好いている青年。マンションの一室に多くの鳥を多頭飼いしており、青年でありながら長い髭と髪を生やし、身だしなみも綺麗ではなく、普段の生活をおろそかにしている模様。鳥を解放し回るヤタガラモンの姿を見て以来、神のように狂信し、目的に賛同して飼われている鳥が場所・施設へと案内する手助けをしていた。宙たちによって敗北し、何処かへと飛び去るヤタガラモンの跡を追って行った。
北村 カズマ（きたむら カズマ）
声 - 和多田美咲
第18話に登場。2体のホークモンと友達になった少年。夜な夜な「ネバーエヴァーランド」へ案内するピーターモンに連れられてしまった。ホークモンが進化したオルカモンによって救助された。
山本 ツヨシ（やまもと ツヨシ）
声 - 小野元春
第20話に登場。現在は故人。火事に巻き込まれた際に自身を助けようとしたダークリザモンたちによって黒炎に包まれたが、母親の声を聞いて喜びのあまり飛び出したことで灰化・焼死してしまった。ダークリザモンたちは事情を知る理由もないツヨシの両親をはじめとした周囲に放火犯だと誤解されて非難を浴び、この出来事でデジタルワールドに帰ることを決意する。
小鳥遊 優人（たかなし ゆうと）
声 - 川島零士
第24話に登場。宙の知り合いである高校生で、宙からは「優兄（ゆうにい）」と呼ばれている。普段は学業以外にも実家の花屋を手伝っている。近頃、自分と関わった人物の四肢が蔦に変化する怪現象が頻発するようになり、フォローしていた「りるるん」の写真に宙が映っていたことから宙に相談しにきた。その怪現象を引き起こし、自身に恋心を抱くアヤタラモンによって攫われ、毒を飲まされかけるも宙たちに助けられ、毒を自ら刺して人間になることを図ったアヤタラモンを弔った。
松沢 結菜（まつざわ ゆうな）　
声 - 和多田美咲
第29話に登場。デパートで母親とはぐれて迷子になった少女。泣いていた所を清司郎に保護される。清司郎がアニメ「アカデミック・バスターズ」の主人公・ジーニアスとそっくりだったことで懐き、コドクグモンといった毒を持つデジモンの巣窟と化したデパートで、毒に蝕まれるなど危険な目に遭いつつも、1人でトロピアモンに立ち向かう清司郎が勝つことを祈り続けた。事態が収束した後は母親と再会し、清司郎に感謝を述べた。
荒巻 カヨノ（あらまき カヨノ）
声 - 佐藤聡美
第30話に登場。瑠璃やミカの同級生。寂しがり屋で嫉妬深く、人の好き嫌いが激しい性格で、ミカが瑠璃とばかり遊んでいることへの寂しさや、今の担任が気に入らないなどの理由が重なって不登校に陥り、家に引きこもるようになった。
「本当の友達」だと接触し、何でも言うことを聞いてくれるエクスティラノモンとワルもんざえモンに唆され、彼らと過ごす中で悪意の心が増幅し、ミカや両親などといった気に入らない人間を人形に変える悪行を行うまでに至ったが、もんざえモンに説得されてエクスティラノモンたちに騙されたことを知り、改心。人形を修復した上で心配して家に来たミカに感謝を述べた。
守屋 七海（もりや ななみ）　
声 - 石橋桃
第34話に登場。宙の故郷の街に住む少女。宙とは昔通っていた小学校の同級生。夜な夜な自宅に侵入したサラマンダモンに「ヤモリ人間」とも呼ぶべき異形に変えられ、ダイヤモンドを集めるための手駒にされてしまう。宙たちに撃破されて降参したサラマンダモンの手で元の姿に戻った。
サチ婆
声 - 江森浩子
第35話に登場。「人狼」の伝説が語られる一夜町に住む老婆。一夜町の古い伝承に詳しく、信心深い。人狼と思い込むマンティコアモンに住民が次々と襲われる事件が町で多発し、事態を終息させるために伝承通りに月夜野家の血筋を引く瑠璃を生贄に捧げようとする。自身もマンティコアモンに襲われて搬送されるが、一命を取り留め、町へと帰る瑠璃たちを遠目から見下ろしていた。また、彼女の話から「人狼」は別に存在していることが仄めかされている。
カズ、イイヅカ、ニコ、ぴよちん
声 - 金本涼輔（カズ） / 川津泰彦（イイヅカ） / 川口莉奈（ニコ） / 照井春佳（ぴよちん）
第36話に登場。瑠璃がオフ会で知り合った友人。探検部に所属していた青年・カズ、心霊スポット撮影が趣味の中年男性・イイヅカ、マスクをつけたオカルト好きな少女・ニコ、赤色の長髪でギャルっぽい明るい性格の女性・ぴよちんの4人。
「ビル消失事件」の発端となった洞窟を調査するために宙たちと同行するが、そこに潜伏していた事件の元凶であるギガスモンに次々と攫われ、土人形にされてしまう。その後、宙の説得を受けて希望を見出したギガスモンによって元に戻り、他の人間共々解放された。
沢井 凛（さわい りん）
声 - 下地紫野
第40話に登場。海の近くにある片田舎の町に住んでいる少女。ペットはラブラドール・レトリバーのカンタロー。カルマーラモンが放つ音波の影響で捻じ曲がった「グニャグニャ」探しをしていた所、ガンマモンと出会って親交を深め、宙とガンマモンが喧嘩していたことを察すると、宙と仲直りするように諭した。
自身も音波の影響を受けており、初めは毛先が寝癖のように見える程度だったが、やがて身体が捻じ曲がってしまう。最終的に和解したカルマーラマンが異常を解除したことで元に戻り、ガンマモンと無事に再会を果たした。
菅原 美織（すがわら みおり）
声 - 相沢舞
第42話に登場。宙たちとは違う街に住んでいる女性。姉の美咲（声 - 松嶌杏実）がオボロモンによって攫われて行方不明になってしまい、「りるるん」のサイトを見て宙たちに相談しに来た。
エマ・ヘインズ
声 - 井上麻里奈
第43話に登場。清司郎がアメリカで留学していた頃の友人の金髪碧眼の美女。他人の情報を執拗に詮索せずにはいられない性格で、過去に「秘密ノート」に書かれていた秘密をSNSで暴露された清司郎は、彼女のことを「疫病神」と呼ぶほど苦手としている。
観光がてら清司郎と会おうと来日したが、その際に自身の性格に目をつけたアイズモンに接触されて自らを強大化させるための餌となる、情報の媒介として利用されてしまう。宙たちがアイズモンを撃退したことで元に戻った。
D★topics（ディートピックス）　
声 - 前田愛（明日香） / 高野麻里佳（真由里） / 大和田仁美（杏奈）
第45話に登場。清司郎一押しのアニメに出演している三人組の女性声優で構成されたアイドルユニット。パブリモンが送りつけた「パブリニュース」が彼女らに届き、そのうちの一人・杏奈が「バカみたい」と記事を批判する発言をしたことで殺害予告とも取れるニュースが届き、彼女がパブリモンの標的となる。
杏奈がガンマモンを気に入った（ガンマモンも杏奈の妹キャラを真に受けた）ことで宙たちをボディーガードとして雇い護衛を任せる。
井原 保（いはら たもつ）　
声 - 野島裕史
第47話に登場。清司郎の友人で、大隈情報工学研究所に所属する青年。清司郎と同じくアニメが趣味。居眠り中にナノモンにシェイドラモンのデータの結晶を埋め込まれ、徐々に復活したシェイドラモンが侵食、肉体を乗っ取られていってしまう。
肉体から飛び出したシェイドラモンがそのまま実体化して歪な姿にされるが、テティスモンの「アドゥワールド」でシェイドラモンと分離されて解放、加勢しに現れたマミーモンに身体的に異常なしと診断された。
詩織（しおり）
声 - 後藤沙緒里
第49話に登場。ちょっぴり臆病な性格の瑠璃の友人。ウィッチモンの力で魔女に変えられてしまい、彼女の理想の世界を作り上げるために魔女を増やしていった。ウィッチモンの力が失ったことで元に戻った。
小此木（おこのぎ）　
声 - 浅野良介
第51話に登場。葉櫻学院中等部の歴史研究会の顧問を務める男性教員。とある行きつけの古道具屋でダークナイトモンの首を見つけ、珍しい西洋の兜だと興味本位で購入したが、それが次々と部員の生徒や彼に関わった清司郎が首なし亡霊にされる遠因となってしまった。後に自身も亡霊にされるが、宙の取引に応じたダークナイトモンによって元に戻った。
相馬 芽琉（そうま める）
声 - 中尾衣里
第59話に登場。清司郎の仕事仲間の女性。清司郎と同じくアニメが好きで意気投合し、町おこしの一環で企画した児雷也をモチーフにした戦隊風ご当地ヒーローのショーを見物するも、児雷也を探し回るトノサマゲコモンが起こす騒動に巻き込まれる。密かに宙たちの後を追い、事の顛末を見届けた後は、トノサマゲコモンとゲコモンを引き取り、自身の家に住まわせている。
神野 愛美（じんの まなみ）
声 - 折笠富美子
第61話に登場。マダリウス物理科学研究所の女性研究員。多発する空間の歪みについて研究していた際、パソコンから突如開いたデジタルゲートから現れたムーンミレニアモンと衝突、身体を強打して死亡。その亡骸を復活の機会を窺うムーンミレニアモンに利用されていた。
ズィードミレニアモンに変貌した際、本来の意識が弱点である自身を狙って攻撃してほしいと宙たちに懇願し、ズィードミレニアモン諸々消滅した。
井頭 透（いがしら とおる）
声 - 川田紳司
第61話に登場。愛美の婚約者となるはずだった男性。愛美が研究の最中に事故死し、最愛の人を失ったことで絶望。しかし、彼女がムーンミレニアモンの力で蘇生したのを目撃して以来、妹の琴葉の言葉にも耳を貸さずに死んだはずの愛美に心酔し切った生活を送るようになった。
後にズィードミレニアモンと融合した影響で本来の意識が復活した愛美から真実を告げられ、再び物言わぬ屍となった愛美を涙を流しつつ弔った。
井頭 琴葉（いがしら ことは）
声 - 金元寿子
第61話に登場。透の妹で瑠璃の同級生。死んだはずの兄の婚約者・愛美が動いている所を目撃して以来、頻発する怪現象に悩まされるようになり、瑠璃に相談・調査を依頼した。
ゴーストナビゲーター
声 - 竹中直人
本作品のストーリーテラー（語り手）的存在。毎回、本編開始時や次回予告のナレーションを担当しており、特別編では実写で登場している。

## スタッフ
- プロデューサー - 江花松樹→渡辺恒也（フジテレビ）、佐川直子（読売広告社）、櫻田博之（東映アニメーション）、橋本信太郎（東映アニメーション）
- 原案 - 本郷あきよし
- シリーズ構成 - 十川誠志
- キャラクター原案 - やぶのてんや
- デジモンキャラクター原案 - 渡辺けんじ
- 音楽 - 大谷幸
- 製作担当 - 小林克規
- 美術設定 - 天田俊貴
- 美術監督・美術 - 市岡茉衣
- 色彩設計 - 竹澤聡
- キャラクターデザイン - いとうまりこ、浅沼昭弘
- デジモンキャラクターデザイン - 篠塚超
- シリーズディレクター - 地岡公俊、三塚雅人
- 撮影監督 - 高橋佑樹
- 企画協力 - やぶのてんや、井沢ひろし
- 制作 - フジテレビ、読売広告社、東映アニメーション

## 主題歌
TVerの見逃し配信を除いたオンデマンド配信では、歌詞テロップが消されている。
「FACTION」
Wiennersによるオープニングテーマ。作詞・作曲は玉屋2060%。
「ペダル」（第1話 - 第12話）
藍色アポロによるエンディングテーマ。作詞・作曲はナガイレン、編曲は藍色アポロ。
「だって今日まで恋煩い」（第13話 - 第21話）
BMKによるエンディングテーマ。作詞・作曲・編曲はChinozo。
「ひかりあうものたち」（第22話 - 第31話）
Bye-Bye-Handの方程式によるエンディングテーマ。作詞・作曲は汐田泰輝、編曲はBye-Bye-Handの方程式。
「モンスターディスコ」（第32話 - 第44話）
スガ シカオ×ヒャダインによるエンディングテーマ。作詞・作曲はスガ シカオ、編曲はヒャダイン。
「STRAWBERRY」（第45話 - 第57話）
koboreによるエンディングテーマ。作詞・作曲は佐藤赳、編曲はkobore。
「Take Me Maybe」（第58話 - 第67話）
Penthouseによるエンディングテーマ。作詞・編曲はPenthouse、作曲は浪岡真太郎。
「First Riders」
増倉義将による挿入歌。作詞は大森祥子、作曲・編曲は渡部チェル。
「MAKUAKE」
増倉義将による挿入歌。作詞は大森祥子、作曲・編曲は渡部チェル。

## 各話リスト
- 特番などによる放送の休止・時間変更は以下の通り。
  - 2021年10月17日…「戦闘中」直前SP（9:00 - 10:00）のため放送休止。
  - 2022年1月2日…各局年始特番編成[注 30]のため放送休止。
  - 2022年3月13日…「名古屋ウィメンズマラソン」中継（9:00 - 11:50）のため放送休止。
  - 2023年1月1日…「第56回新春!爆笑ヒットパレード2023（第一部）」生放送（7:00 - 12:00）のため放送休止[13]。
  - 2023年3月5日… 「東京マラソン2023」中継（9:00 - 11:50）のため放送休止。
  - 2023年3月12日… 「名古屋ウィメンズマラソン」中継（9:00 - 11:50）のため放送休止。

| 話数   | サブタイトル       | 脚本              | 絵コンテ                              | 演出                       | 作画監督                                                                                                 | 総作画監督                                 | 初放送日       |
| ------ | ------------------ | ----------------- | ------------------------------------- | -------------------------- | --- | ------------------------------------------ | -------------- |
| 第1話  | 口縫男             | 冨岡淳広 十川誠志 | 地岡公俊 野呂彩芳 志田直俊            | 野呂彩芳                   | 北野幸広 舘直樹                                                                                          | 西野文那                                   | 2021年 10月3日 |
| 第2話  | 博物館ノ怪         | 十川誠志          | 中村亮太 三塚雅人                     | 中村亮太                   | 宇代祐規 大山康彦                                                                                        | 二階堂渥志                                 | 10月10日       |
| 第3話  | ラクガキ           | 十川誠志          | 池田洋子                              | 池田洋子                   | 舘直樹 澤木巳登理 冨田恵里沙 金久保典江                                                                  | 石橋大輔                                   | 10月24日       |
| 第4話  | 人形ノ館           | 中山智博          | 中村明博                              | 中村明博                   | 北野幸広 仲條久美                                                                                        | 西野文那                                   | 10月31日       |
| 第5話  | 神ノ怒リ           | 十川誠志          | 鎌谷悠                                | 鎌谷悠                     | 宇代祐規 大山康彦                                                                                        | 二階堂渥志                                 | 11月7日        |
| 第6話  | 呪ワレタ歌         | 十川誠志          | 志田直俊                              | 髙戸谷一歩 中村亮太 宍戸望 | 北野幸広 直井正博 金久保典江 舘直樹                                                                      | 浅沼昭弘                                   | 11月14日       |
| 第7話  | 鳥                 | 森地夏美          | 角銅博之                              | 角銅博之                   | 舘直樹 澤木巳登理 冨田恵里沙 仁井宏隆 会津五月                                                           | 石橋大輔 金久保典江                        | 11月21日       |
| 第8話  | 百鬼夜行           | 山口宏            | 鈴木正男                              | 野呂彩芳                   | 仲條久美 北野幸広 浅沼昭弘 仁井宏隆                                                                      | 西野文那                                   | 11月28日       |
| 第9話  | 捻ジレタ時         | 十川誠志          | 髙戸谷一歩 志田直俊                   | 髙戸谷一歩                 | 冨田恵里沙 大山康彦 北野幸広 仲條久美                                                                    | 二階堂渥志                                 | 12月5日        |
| 第10話 | 死ノ遊戯           | 佐藤寿昭          | 志田直俊                              | 村上勉                     | 会津五月 仁井宏隆 八島善孝 井手武生                                                                      | 浅沼昭弘                                   | 12月12日       |
| 第11話 | カマイタチ         | 森地夏美          | 池田洋子                              | 池田洋子                   | 澤木巳登理 舘直樹 北野幸広 井手武生                                                                      | 石橋大輔 金久保典江                        | 12月19日       |
| 第12話 | 不幸ノ手紙         | 中山智博          | 鈴木正男                              | 武藤公春 佐藤道拓          | Noh Gil-bo 原憲一 Lee Jong II                                                                            | 西野文那                                   | 12月26日       |
| 第13話 | 処刑人             | 十川誠志          | 八島善孝                              | 中村明博                   | 仲條久美 仁井宏隆 In Tae Sun Lee Bung Suk Jo Un Kyug                                                     | 二階堂渥志                                 | 2022年 1月9日  |
| 第14話 | 座敷童             | 森地夏美          | 角銅博之                              | 角銅博之                   | 北野幸広 Noel Añonuevo Eugene Ayson                                                                      | 浅沼昭弘                                   | 1月16日        |
| 第15話 | 占イノ館           | 山口宏            | えんどうてつや                        | 野呂彩芳                   | 北野幸広 仁井宏隆 冨田恵里沙 浅沼昭弘 W.H.Cho E.K.Cho S.H.Park                                           | 石橋大輔 金久保典江                        | 1月23日        |
| 第16話 | 人喰ノ森           | 佐藤寿昭          | 西森章                                | 鹿島典夫                   | 李少雷 仁井宏隆 舘直樹 金久保典江 桜井木ノ実 服部益美 杜伟峰 陈亮                                        | 西野文那                                   | 1月30日        |
| 第17話 | 極寒地獄           | 十川誠志          | 角銅博之 髙戸谷一歩                   | 髙戸谷一歩                 | 北野幸広 澤木巳登理 鳥山冬美                                                                             | 二階堂渥志                                 | 2月6日         |
| 第18話 | 子供ノ国           | 中山智博          | 中村哲治                              | 佐々木憲世                 | 仲條久美 大西陽一 仁井宏隆 李少雷 金久保典江 冨田恵里沙 W.H.Cho J.Y.Min E.H.Kim D.H.Kim                  | 浅沼昭弘                                   | 2月13日        |
| 第19話 | 逢魔ガ時           | 森地夏美          | 角銅博之                              | 角銅博之                   | 北野幸広 鳥山冬美                                                                                        | 石橋大輔 金久保典江                        | 2月20日        |
| 第20話 | 炎ノ監獄           | 佐藤寿昭          | 田中裕太                              | 田中裕太                   | 舘直樹 村山綾音 大山康彦                                                                                 | 西野文那                                   | 2月27日        |
| 第21話 | 蜘蛛ノ誘惑         | 山口宏            | 宇田鋼之介                            | 野呂彩芳                   | 李少雷 佐藤敏明 武内昭 金澤龍 權容祥                                                                     | 二階堂渥志                                 | 3月6日         |
| 第22話 | 悪夢               | 山崎亮            | 池田洋子                              | 山崎響介                   | 酒井夏海 北野幸広 川口弘明                                                                               | 仲條久美                                   | 4月17日        |
| 第23話 | ウメク蟲           | 森地夏美          | 宍戸望                                | 宍戸望                     | Eugene Ayson 澤木巳登理 大西陽一 鳥山冬美                                                                | 石橋大輔 金久保典江                        | 4月24日        |
| 第24話 | 歪ンダ愛           | 中山智博          | 鈴木正男                              | 佐藤道拓                   | 北野幸広 大山康彦 佐藤敏明 酒井夏海 大西陽一 Y.M.Lee Y.S.Kwon                                            | 西野文那                                   | 5月1日         |
| 第25話 | 紅ノ饗宴           | 十川誠志          | 西森章                                | 中村明博                   | 李少雷 小澤誠 鳥山冬美                                                                                   | 二階堂渥志                                 | 5月15日        |
| 第26話 | 飢餓屋敷           | 山口宏            | 角銅博之                              | 角銅博之                   | 武内昭 川口弘明 佐藤敏明 仁井宏隆                                                                        | 仲條久美                                   | 5月22日        |
| 第27話 | 美妖液             | 佐藤寿昭          | 谷東                                  | 佐々木憲世                 | 酒井夏海 村山綾音                                                                                        | 石橋大輔 金久保典江                        | 5月29日        |
| 第28話 | 顔取リ             | 山崎亮            | 鈴木正男                              | 松川朋弘                   | 北野幸広 澤木巳登理 李少雷 金澤龍 權容祥                                                                 | 西野文那                                   | 6月5日         |
| 第29話 | 妖花粉             | 森地夏美          | 谷東                                  | 羽多野浩平                 | 大西陽一 Eugene Ayson Noel Añonuevo B.S.Lee                                                              | 二階堂渥志                                 | 6月12日        |
| 第30話 | 悪友               | 中山智博          | 畑野森生                              | 山崎響介                   | 酒井夏海 小澤誠 大山康彦 澤木巳登理                                                                      | 仲條久美                                   | 6月19日        |
| 第31話 | 辻斬リ             | 山口宏            | 角銅博之                              | 角銅博之                   | 佐藤敏明 仁井宏隆 武内昭 川口弘明                                                                        | 石橋大輔 金久保典江                        | 6月26日        |
| 第32話 | オマエハ誰ダ       | 藤田伸三          | 角銅博之 野呂彩芳                     | 野呂彩芳                   | 北野幸広 李少雷 鳥山冬美                                                                                 | 西野文那                                   | 7月3日         |
| 第33話 | 死霊ノ囁キ         | 佐藤寿昭          | 髙戸谷一歩                            | 髙戸谷一歩                 | 村山綾音 澤木巳登理 Engene Ayson Noel Añonuevo                                                           | 二階堂渥志                                 | 7月10日        |
| 第34話 | 壁這ウ者           | 山口宏            | 谷東                                  | 中村明博                   | 小澤誠 大西陽一 仁井宏隆 GU BIN QIAN JIN YI                                                              | 仲條久美                                   | 7月17日        |
| 第35話 | 人狼               | 森地夏美          | 池田洋子                              | 池田洋子                   | 酒井夏海 大山康彦 GU BIN QIAN JIN YI                                                                     | 石橋大輔 金久保典江                        | 7月24日        |
| 第36話 | 嘆キノ迷宮         | 中山智博          | 鈴木正男                              | 難波涼                     | 直井正博 武内昭 澤木巳登理 鳥山冬美 川口弘明 信実節子 金久保典江 酒井夏海                                | 西野文那                                   | 7月31日        |
| 第37話 | 死霊ノ群レ         | 藤田伸三          | 角銅博之                              | 角銅博之                   | 北野幸広 金澤龍 權容祥                                                                                   | 二階堂渥志                                 | 8月7日         |
| 第38話 | 陰陽師             | 十川誠志          | 谷東                                  | 西健太                     | 佐藤敏明 李少雷 Noel Añonuevo Eugene Ayson                                                               | 仲條久美                                   | 8月14日        |
| 第39話 | 感染孤島           | 森地夏美          | 角銅博之                              | 羽多野浩平                 | 直井正博 小澤誠 鷲北恭太 GU BING QIAN JIN YI SUN QIANG                                                   | 金久保典江                                 | 8月21日        |
| 第40話 | 螺旋海岸           | 山口宏            | 平池綾子                              | 平池綾子                   | 仁井宏隆 村山綾音 川口弘明 鳥山冬美 舘直樹 浅沼昭弘 篠塚超 山室直儀 金久保典江 北野幸広 Y.S.Kwon Y.M.Lee | 石橋大輔                                   | 8月28日        |
| 第41話 | 道化師             | 佐藤寿昭          | 畑野森生                              | 山崎響介                   | 酒井夏海 村山綾音 大山康彦 直井正博                                                                      | 西野文那                                   | 9月4日         |
| 第42話 | 人狩リ             | 藤田伸三          | 福岡大生                              | 福岡大生                   | 北野幸広                                                                                                 | 二階堂渥志                                 | 9月11日        |
| 第43話 | 赤目               | 山崎亮            | 角銅博之 野呂彩芳                     | 野呂彩芳                   | 澤木巳登理 仁井宏隆 小澤誠 信実節子 大山康彦                                                             | 仲條久美                                   | 9月18日        |
| 第44話 | 赤錆               | 中山智博          | 高戸谷一歩                            | 高戸谷一歩                 | 金澤龍 權容祥 Noel Añonuevo Eugene Ayson 岡辰也 川口弘明 鷲北恭太 顾斌                                   | 金久保典江                                 | 9月25日        |
| 第45話 | 幽霊新聞           | 森地夏美          | 鈴木正男                              | 高藤聡                     | 舘直樹 李少雷 佐藤敏明 北野幸広                                                                          | 石橋大輔                                   | 10月2日        |
| 第46話 | 女王ノ晩餐         | 山口宏            | 中村明博                              | 中村明博                   | 酒井夏海 村山綾音 仁井宏隆                                                                               | 西野文那                                   | 10月9日        |
| 第47話 | 永遠ノ記憶         | 佐藤寿昭          | 角銅博之                              | 角銅博之                   | 北野幸広 澤木巳登理 直井正博                                                                             | 二階堂渥志                                 | 10月16日       |
| 第48話 | 白イ花嫁           | 藤田伸三          | 鈴木正男                              | 羽多野浩平                 | 小澤誠 大山康彦 金澤龍 權容祥                                                                            | 仲條久美                                   | 10月23日       |
| 第49話 | 真紅ノ収穫祭       | 中山智博          | 角銅博之                              | 難波涼                     | 松本文男 福世孝明 岡辰也                                                                                 | 金久保典江                                 | 10月30日       |
| 第50話 | オカエシ           | 森地夏美          | 上田芳裕                              | 上田芳裕                   | Noel Añonuevo Eugene Ayson 村山綾音 袴田裕二 信実節子 鷲北恭太                                           | 石橋大輔                                   | 11月6日        |
| 第51話 | 首ナシ             | 山口宏            | 池田洋子                              | 池田洋子                   | 酒井夏海 舘直樹 川口弘明 鳥山冬美 佐藤敏明                                                               | 酒井夏海 舘直樹 川口弘明 鳥山冬美 佐藤敏明 | 11月13日       |
| 第52話 | 妖ノ湖             | 十川誠志          | 福岡大生                              | 西健太                     | 北野幸広 徐易 顾斌                                                                                       | 二階堂渥志                                 | 11月20日       |
| 第53話 | 知識王             | 佐藤寿昭          | 角銅博之 野呂彩芳                     | 野呂彩芳                   | 金澤龍 權容祥 仁井宏隆 小澤誠 大山康彦                                                                   | 仲條久美                                   | 11月27日       |
| 第54話 | 千里眼             | 藤田伸三          | 畑野森生                              | 羽多野浩平                 | 川口弘明 佐藤敏明 内藤伊之介 河野純市                                                                    | 金久保典江                                 | 12月4日        |
| 第55話 | 化ケ猫             | 中山智博          | 高戸谷一歩                            | 高戸谷一歩                 | 村山綾音 袴田裕二 Noel Añonuevo Eugene Ayson 信実節子 小澤誠 仁井宏隆 宇代祐規                           | 石橋大輔                                   | 12月11日       |
| 第56話 | 穢レ               | 山口宏            | 宍戸望                                | 宍戸望                     | 澤木巳登理 酒井夏海 仲條久美                                                                             | 西野文那                                   | 12月18日       |
| 第57話 | 幽霊タクシー       | 森地夏美          | フルヤヨウコ                          | 難波涼                     | 北野幸広 岡辰也 徐易 顾斌 村山綾音 澤木巳登理                                                            | 二階堂渥志                                 | 12月25日       |
| 第58話 | 金字塔             | 佐藤寿昭          | 角銅博之                              | 角銅博之                   | Noel Añonuevo Eugene Ayson                                                                               | 仲條久美                                   | 2023年 1月8日  |
| 第59話 | 児雷也             | 中山智博          | 福岡大生                              | 桐山貴央                   | 舘直樹 佐藤敏明 川口弘明                                                                                 | 金久保典江                                 | 1月15日        |
| 第60話 | 水ノ幽霊           | 藤田伸三          | 中村明博                              | 中村明博                   | 小澤誠 大山康彦 仁井宏隆 仲條久美 宇代祐規 石橋大輔                                                      | 香川久                                     | 1月22日        |
| 第61話 | ヨミガエリ         | 森地夏美          | 鈴木正男                              | 野呂彩芳                   | 仲條久美 村山綾音 酒井夏海 信実節子                                                                      | 仲條久美 村山綾音 酒井夏海 信実節子        | 1月29日        |
| 第62話 | 幻ノ階             | 山口宏            | 畑野森生                              | 羽多野浩平                 | 北野幸広 金澤龍 權容祥 小田不二夫                                                                        | 二階堂渥志                                 | 2月5日         |
| 第63話 | 暴食               | 十川誠志          | 福岡大生                              | 松川朋弘                   | 澤木巳登理 直井正博 Noel Añonuevo Eugene Ayson 徐易 顾斌 冨田恵里沙 北野幸広                             | 金久保典江                                 | 2月12日        |
| 第64話 | 呼ビ声             | 森地夏美          | 高戸谷一歩                            | 高戸谷一歩                 | 舘直樹 佐藤敏明 川口弘明 鷲北恭太 北野幸広                                                               | 石橋大輔                                   | 2月19日        |
| 第65話 | 黒ノ決死圏         | 佐藤寿昭          | 池田洋子                              | 池田洋子                   | 北野幸広 酒井夏海 村山綾音                                                                               | 二階堂渥志                                 | 2月26日        |
| 第66話 | 破滅ノ漆黒竜       | 十川誠志          | 畑野森生 宍戸望 福岡大生 中村明博     | 宍戸望                     | 小澤誠 篠塚超 澤木巳登理 大西亮 大山康彦 二階堂渥志                                                      | 西野文那                                   | 3月19日        |
| 第67話 | スベテヲ喰ラウモノ | 十川誠志          | 高戸谷一歩 福岡大生 三塚雅人 中村明博 | 難波涼                     | 浅沼昭弘 仲條久美                                                                                        | 浅沼昭弘 仲條久美                          | 3月26日        |

CM前後のアイキャッチは前作『デジモンアドベンチャー:』などとは異なり、Aパート終了時に専用のアイキャッチ映像が流れた場合、Bパート開始時に画面端にタイトルロゴが表示されるという形式となり、Aパート終了時に画面端にタイトルロゴが表示された場合、Bパート開始時に専用のアイキャッチ映像を流すという形式になっている。また、第35、66、67話はAパート終了時やBパート開始時両方とも画面端にタイトルロゴが表示されるという形式となり、アイキャッチが流れなかった。
特別番組
- デジモンゴーストゲームスペシャル 竹中直人が語る怪奇の世界（2022年5月8日放送）
  - 実写での竹中の解説を加えた上で第2・4話のダイジェストを放送。特番扱いであるため、通常の話数にはカウントされない。

## 放送局
| 放送期間                                                                               | 放送時間         | 放送局             | 対象地域       | 備考      |
| -------------------------------------------------------------------------------------- | ---------------- | ------------------ | -------------- | --------- |
| 2021年10月3日 - 2023年3月26日                                                          | 日曜 9:00 - 9:30 | フジテレビ         | 関東広域圏     | 制作局    |
|                                                                                        |                  | 北海道文化放送     | 北海道         | [ 注 31 ] |
|                                                                                        |                  | 岩手めんこいテレビ | 岩手県         |           |
|                                                                                        |                  | 仙台放送           | 宮城県         |           |
|                                                                                        |                  | さくらんぼテレビ   | 山形県         |           |
|                                                                                        |                  | NST新潟総合テレビ  | 新潟県         |           |
|                                                                                        |                  | 長野放送           | 長野県         |           |
|                                                                                        |                  | テレビ静岡         | 静岡県         |           |
|                                                                                        |                  | 石川テレビ         | 石川県         |           |
|                                                                                        |                  | 東海テレビ         | 中京広域圏     |           |
|                                                                                        |                  | 関西テレビ         | 近畿広域圏     |           |
|                                                                                        |                  | さんいん中央テレビ | 島根県・鳥取県 |           |
|                                                                                        |                  | 岡山放送           | 岡山県・香川県 |           |
|                                                                                        |                  | テレビ新広島       | 広島県         |           |
|                                                                                        |                  | テレビ愛媛         | 愛媛県         |           |
|                                                                                        |                  | 高知さんさんテレビ | 高知県         |           |
|                                                                                        |                  | テレビ西日本       | 福岡県         |           |
|                                                                                        |                  | サガテレビ         | 佐賀県         |           |
|                                                                                        |                  | 鹿児島テレビ       | 鹿児島県       |           |
| 2021年10月9日 - 2023年4月1日                                                           | 土曜 5:30 - 6:00 | テレビ熊本         | 熊本県         |           |
| 2021年10月10日 - 2023年4月2日                                                          | 日曜 5:00 - 5:30 | 福井テレビ         | 福井県         |           |
|                                                                                        | 日曜 5:30 - 6:00 | テレビ宮崎         | 宮崎県         |           |
|                                                                                        | 日曜 6:15 - 6:43 | 富山テレビ         | 富山県         |           |
|                                                                                        | 日曜 6:30 - 7:00 | 秋田テレビ         | 秋田県         |           |
|                                                                                        |                  | テレビ長崎         | 長崎県         |           |
| 同時・遅れネット局では字幕放送・解説放送を実施。連動データ放送は同時ネット局のみ実施。 |                  |                    |                |           |

系列局である福島テレビ・テレビ大分（日本テレビ系列とのクロスネット局）・沖縄テレビでは前作に引き続き放送されていなかった。

## 宙のデジモン調査ファイル
第33話より、エンディング後に設けられたミニコーナー。その回に登場したデジモンを、宙たちが詳しく解説する内容となっている。

## 漫画
漫画：やぶのてんや、監修·原案：本郷あきよしによる漫画『デジモンドリーマーズ』が『最強ジャンプ』（集英社）にて、2021年11月号（2021年10月4日発売）から2023年7月号（2023年6月2日発売）まで連載され、2023年12月4日から2024年3月4日デジモンウェブでのWEB連載となることが発表されている。
- 『デジモンドリーマーズ』集英社〈ジャンプコミックス〉、全2巻
  1. 2022年12月2日発売[20][21]、ISBN 978-4-08-883320-0
  2. 2024年4月4日発売[22]、ISBN 978-4-08-883888-5